# Alfred Russel Wallace

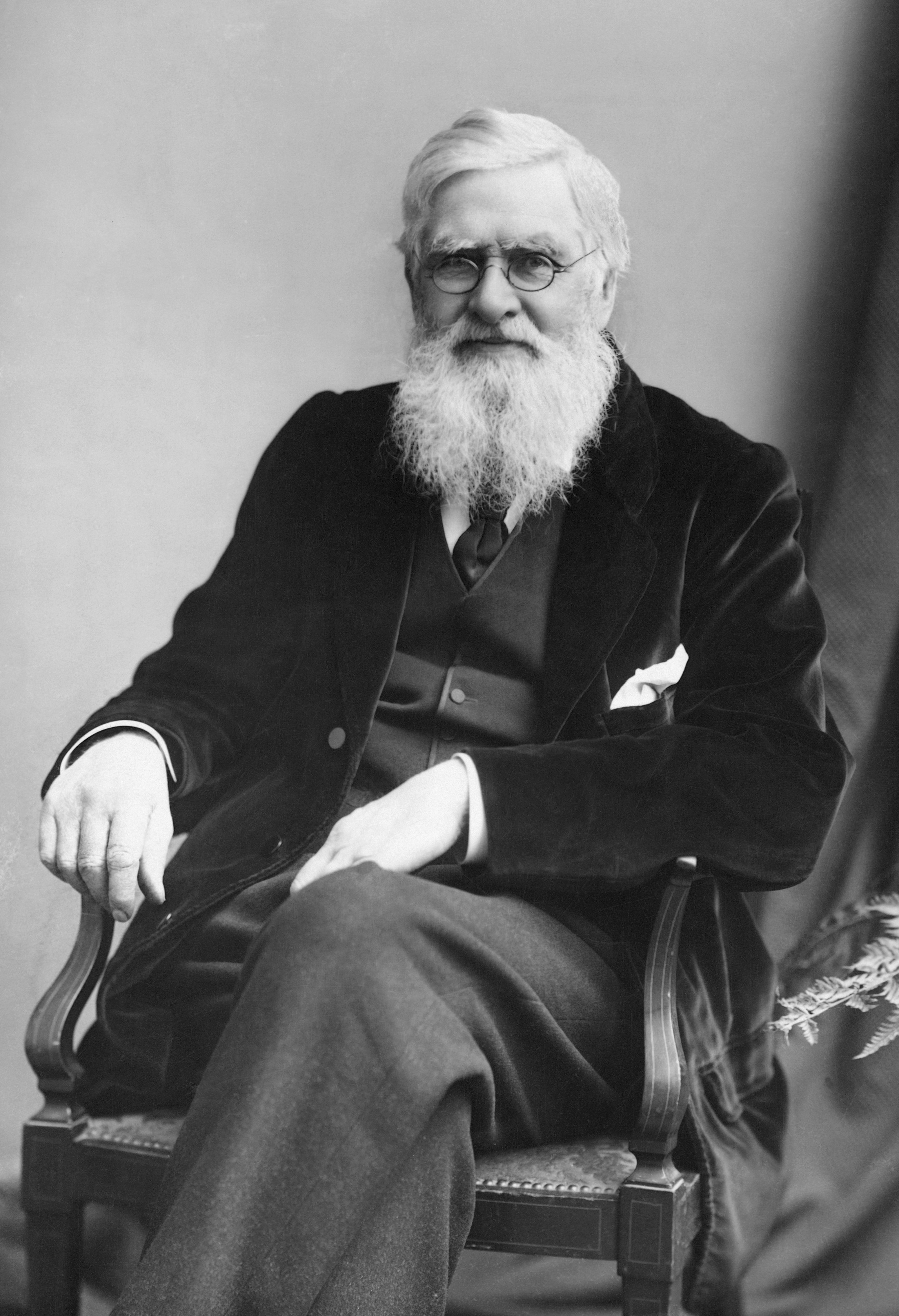
Alfred Russel Wallace (etwa 1895)

Alfred Russel Wallace OM (* 8. Januar 1823 in Llanbadoc bei Usk, Monmouthshire, Wales; † 7. November 1913 in Broadstone bei Poole, Dorset, England) war ein weitgehend autodidaktisch gebildeter britischer Naturforscher. Sein offizielles botanisches Autorenkürzel lautet „Wallace“.
Bei seinem Aufenthalt im Malaiischen Archipel erkannte er, dass zwischen den indonesischen Inseln Borneo und Celebes eine biogeographische Grenze existiert, die später nach ihm als Wallace-Linie bezeichnet wurde. Unabhängig von Charles Darwin entwickelte er Ideen zur Evolutionstheorie. In seinen späteren Jahren engagierte er sich auch in sozialen Fragen.

## Leben und Wirken

### Kindheit und Ausbildung
Alfred Russel Wallace wurde im Dorf Llanbadoc nahe Usk in Monmouthshire als achtes Kind von Thomas Vere Wallace (1771–1843) und Mary Anne Greenell (1788–1868) geboren. Sein aus Schottland stammender Vater, der Jura studiert, aber nie als Anwalt gearbeitet hatte, führte seine Herkunft auf William Wallace zurück. Seine Mutter entstammte einer hugenottischen Familie aus Hertford.
Ab 1828 besuchte Wallace das Richard Hale Gymnasium in Hertford, bis finanzielle Schwierigkeiten seine Familie zwangen, ihn 1836 von der Schule zu nehmen. Wallace zog nach London, um bei seinem älteren Bruder John, einem 19-jährigen Bauarbeiterlehrling, zu leben und zu arbeiten. Das war jedoch nur eine vorläufige Maßnahme, bis ihn sein ältester Bruder William als Landvermessungslehrling aufnahm. Während dieser Zeit besuchte er Vorlesungen und las Bücher am Londoner Mechanics’ Institute, wo er die radikalen politischen Ideen sozialer Aufklärer wie Robert Owen und Thomas Paine kennenlernte. Er verließ London 1837, um sechs Jahre lang bei William zu leben und als Uhrmacherlehrling und als Landvermesser zu arbeiten. Ende 1839 zogen sie nach Kington nahe der Grenze zu Wales um, bevor sie sich in Neath in Glamorgan niederließen. Zwischen 1840 und 1843 arbeitete Wallace als Landvermesser im östlichen England und Wales. Gegen Ende 1843 war das Geschäft von William aufgrund schwieriger wirtschaftlicher Bedingungen zurückgegangen. Daraufhin ging Wallace im Alter von 20 Jahren weg.
Nach einer kurzen Zeit der Beschäftigungslosigkeit wurde er am Collegiate College in Leicester als Zeichner, Kartograph und Landvermesser angestellt. Wallace verbrachte in der Stadtbibliothek viel Zeit, wo er An Essay on the Principle of Population von Thomas Malthus las und eines Abends Henry Bates kennenlernte. Bates freundete sich mit Wallace an und brachte ihn dazu, Insekten zu sammeln. Sein Bruder William starb im März 1845 und Wallace verließ seine Anstellung, um die Leitung der Firma seines Bruders in Neath zu übernehmen, aber er und sein Bruder John waren nicht in der Lage, das Geschäft erfolgreich in Gang zu halten. Nach einigen Monaten fand Wallace Arbeit als Bauingenieur in einer nahegelegenen Firma, die an einem Projekt zum Bau einer Eisenbahn im Tal des Flusses Neath beteiligt war. Die Arbeit als Landvermesser erlaubte ihm, viel Zeit auf dem Land zu verbringen und sich seiner neuen Leidenschaft – dem Sammeln von Insekten – zu widmen. Wallace konnte seinen Bruder John davon überzeugen, eine neue Architektur- und Bauingenieurfirma zu gründen, die verschiedene Projekte durchführte, u. a. den Bau des Mechanischen Institutes in Neath. William Jevons, der Gründer des Institutes, war von Wallace beeindruckt und überredete ihn, dort Vorlesungen zu Wissenschaft und Ingenieurswesen zu halten. Im Herbst 1846, im Alter von 23 Jahren, konnten Wallace und sein Bruder John eine Hütte in der Nähe von Neath kaufen, in der sie mit ihrer Mutter und ihrer Schwester Fanny lebten. Während dieser Zeit war Wallace ein eifriger Leser und tauschte Briefe mit Bates über das anonyme Werk Vestiges of the Natural History of Creation sowie The Voyage of the Beagle von Charles Darwin und Principles of Geology von Charles Lyell aus.

### Erkundung und Studium der Natur

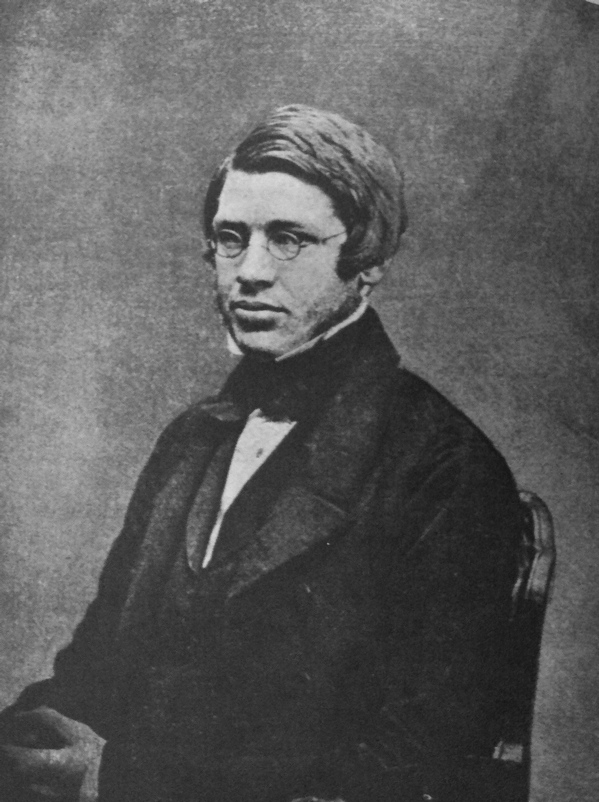
Alfred Russel Wallace (1848)

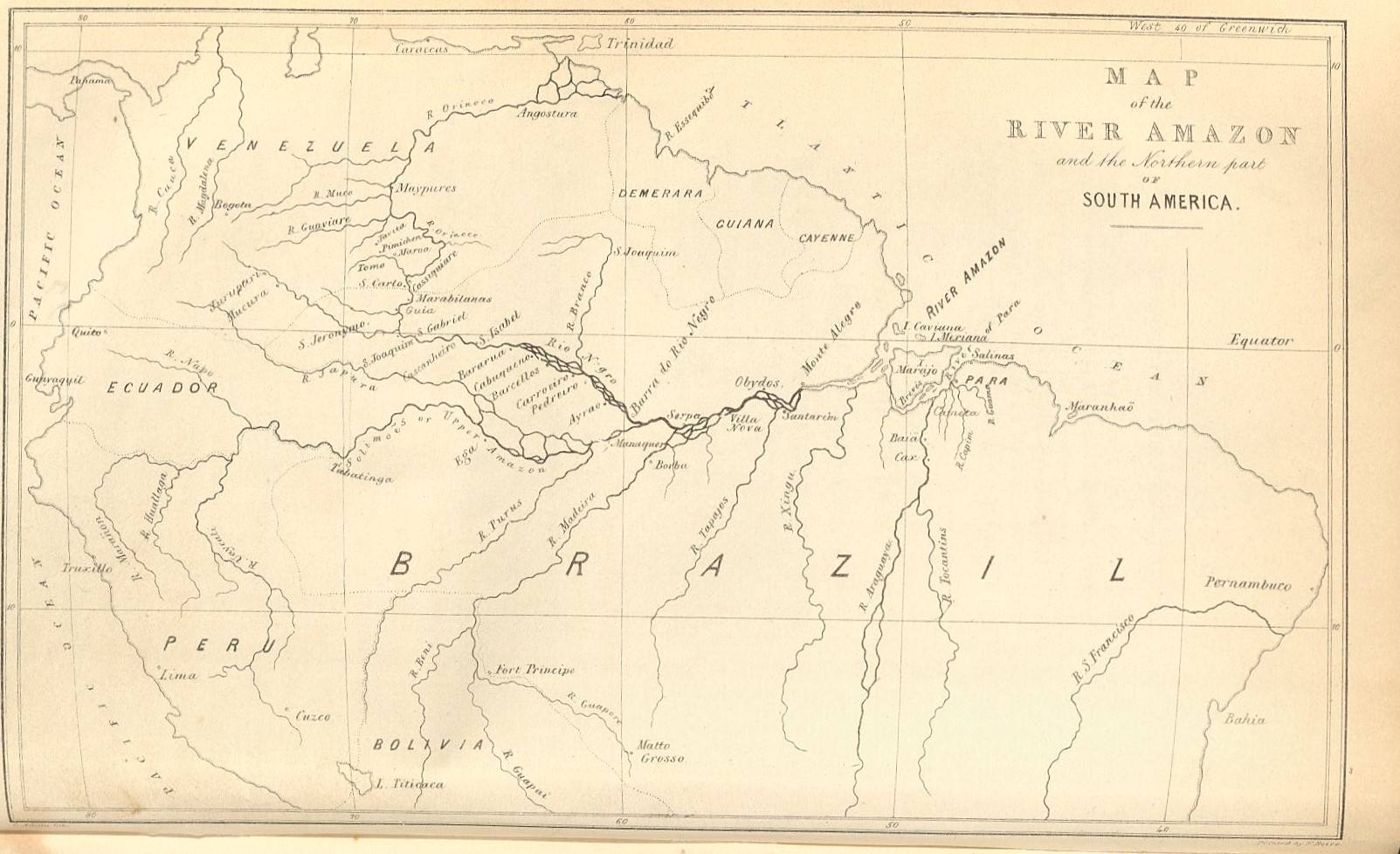
Alfred R. Wallace: Amazonas (1853)

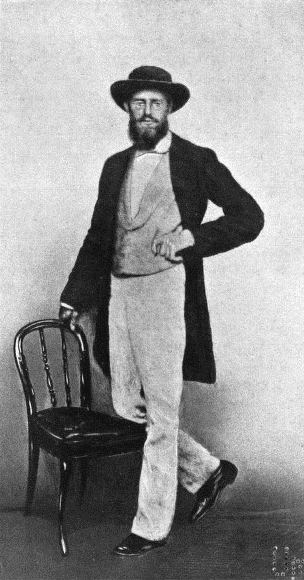
A.R. Wallace, aufgenommen 1862 in Singapur

Inspiriert durch die Reiseberichte früherer und zeitgenössischer reisender Naturforscher, darunter Alexander von Humboldt, Ida Pfeiffer, Charles Darwin und vor allem William Henry Edwards, beschloss Wallace, dass auch er als Naturforscher ins Ausland reisen wollte.
1848 traten Wallace und Bates die Reise nach Brasilien an Bord des Schiffes Mischief an. Sie beabsichtigten, Insekten und andere im Amazonasbecken lebende Tierarten zu sammeln und diese an Sammler im Vereinigten Königreich zu verkaufen. Sie hofften, Nachweise zur Transmutation der Arten zu finden. Wallace und Bates verbrachten den größten Teil des ersten Jahres damit, in der Nähe von Belém do Pará zu sammeln, und erkundeten anschließend getrennt voneinander das Inland, wobei sie sich sporadisch trafen, um ihre Funde zu diskutieren. 1849 schlossen sich ihnen der junge Botaniker Richard Spruce und Wallace’ jüngerer Bruder Herbert an. Herbert verließ sie bereits nach kurzer Zeit. Er starb zwei Jahre später an Gelbfieber. Spruce und Bates verbrachten zehn Jahre damit, in Südamerika zu sammeln.
Wallace setzte die Kartografierung des Rio Negro für vier Jahre fort und sammelte weitere Exemplare. Er machte sich Notizen über die Leute und Sprachen, die er antraf, sowie über Geographie, Flora und Fauna. Am 12. Juli 1852 trat Wallace an Bord der Brigg Helen die Rückreise nach England an. Nach 25 Tagen auf See (um ca. 9:00 Uhr morgens am 6. August) fing Balsam in der Schiffsfracht Feuer und die Besatzung war gezwungen, das Schiff zu verlassen. Die gesamte Sammlung von Wallace ging dabei verloren, und er konnte nur einen Teil seines Tagebuches und einige Zeichnungen retten. Wallace und die Besatzung verbrachten zehn Tage auf einem offenen Boot, bevor sie von der Brigg Jordeson (um 5:00 Uhr nachmittags am 15. August) gerettet wurden, die von Kuba nach London fuhr. Die Vorräte der Jordeson wurden durch die unerwarteten Passagiere strapaziert, aber nach einer schwierigen Passage mit sehr kleinen Rationen erreichte das Schiff schließlich am 1. Oktober 1852 sein Ziel.
Nach seiner Rückkehr nach England verbrachte Wallace 18 Monate in London und lebte von der Versicherung seiner verlorengegangenen Sammlung und dem Verkauf einiger Exemplare, die vor Beginn seiner Erkundung des Rio Negro bis zur indianischen Siedlung Jativa im Orinoko-Becken und bis nach Micúru (Mitú) am Río Vaupés nach Großbritannien zurück verschifft worden waren. Während dieser Zeit und obwohl fast sämtliche Notizen über seine Südamerikaexpedition verlorengegangen waren, veröffentlichte er sechs Artikel (darunter On the Monkeys of the Amazon) und die beiden Bücher Palm Trees of the Amazon and Their Uses (Palmen aus dem Amazonas und ihre Verwendung) und Travels on the Amazon (Reisen im Amazonas). Er nahm Kontakt zu anderen britischen Naturforschern auf.

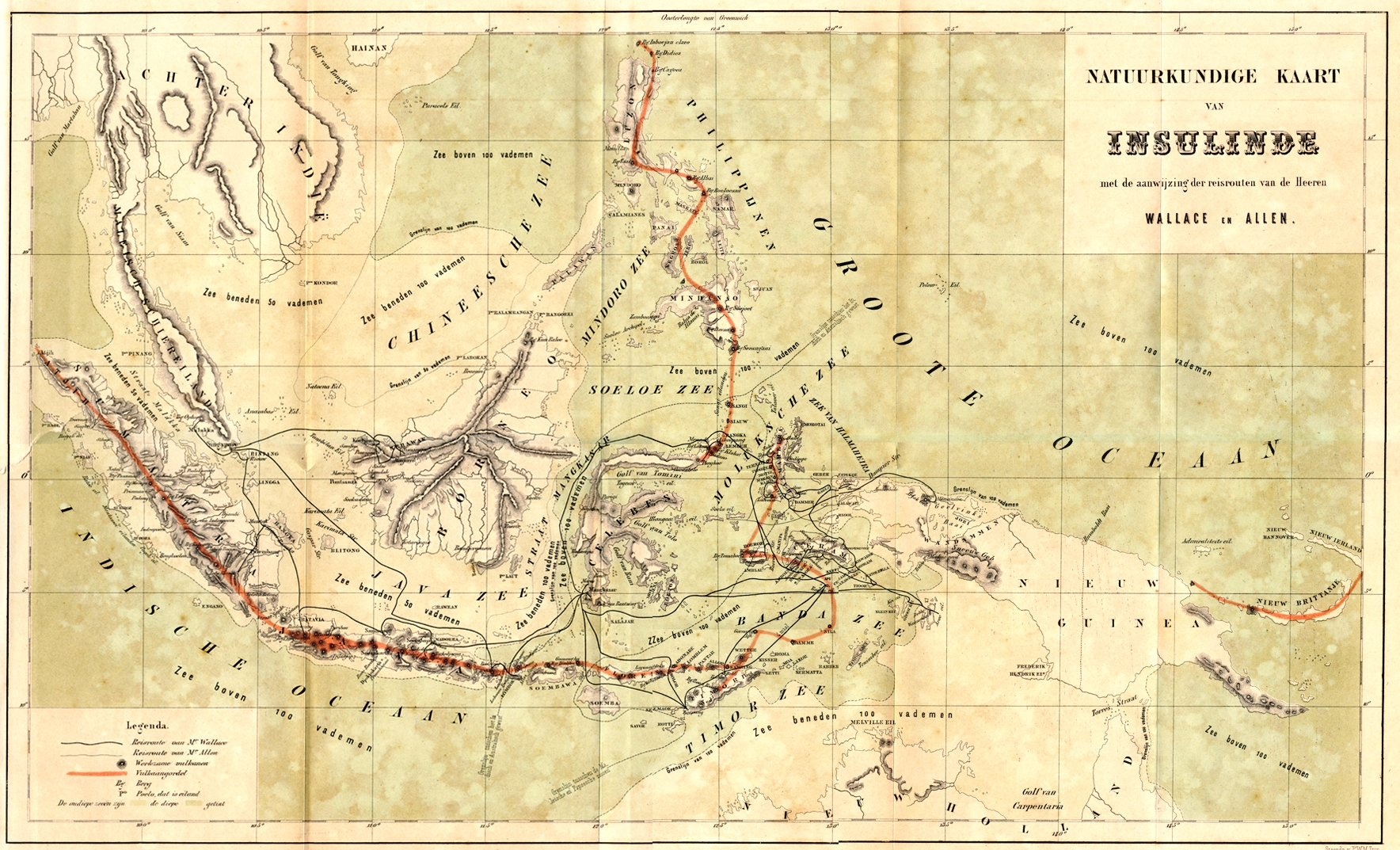
Karte des Malaiischen Archipels mit den Reiserouten von Wallace (schwarze Linien). Die dicken roten Linien zeigen Vulkanketten an.

Von 1854 bis 1862 bereiste Wallace den Malaiischen Archipel, um Exemplare zum Verkaufen und für seine Naturstudien zu sammeln. Seine Beobachtungen der ausgeprägten zoologischen Unterschiede über eine kleine Meerenge zwischen Bali und Lombok führte zur Hypothese einer zoogeografischen Grenze, die heutzutage als Wallace-Linie bekannt ist. Wallace sammelte 125.660 Exemplare (darunter 310 Säugetiere, 100 Reptilien, 8.050 Vögel, 7.500 Muscheln, 13.100 Schmetterlinge, 83.200 Käfer und 13.400 andere Insekten) im Malaiischen Archipel. Mehr als tausend davon waren bisher unbeschriebene Arten. Ein Satz von 80 Vogelskeletten, die er in Indonesien gesammelt hat, und die dazugehörige Dokumentation findet man im Cambridge University Museum of Zoology. Wallace hatte bis zu hundert Assistenten, die in seinem Auftrag sammelten. Unter diesen war sein vertrauenswürdigster Assistent ein Malaie namens Ali, der sich später Ali Wallace nannte. Während Wallace Insekten sammelte, wurden viele der Vogelexemplare von seinen Assistenten gesammelt, darunter etwa 5000 Exemplare, die von Ali gesammelt und präpariert wurden.

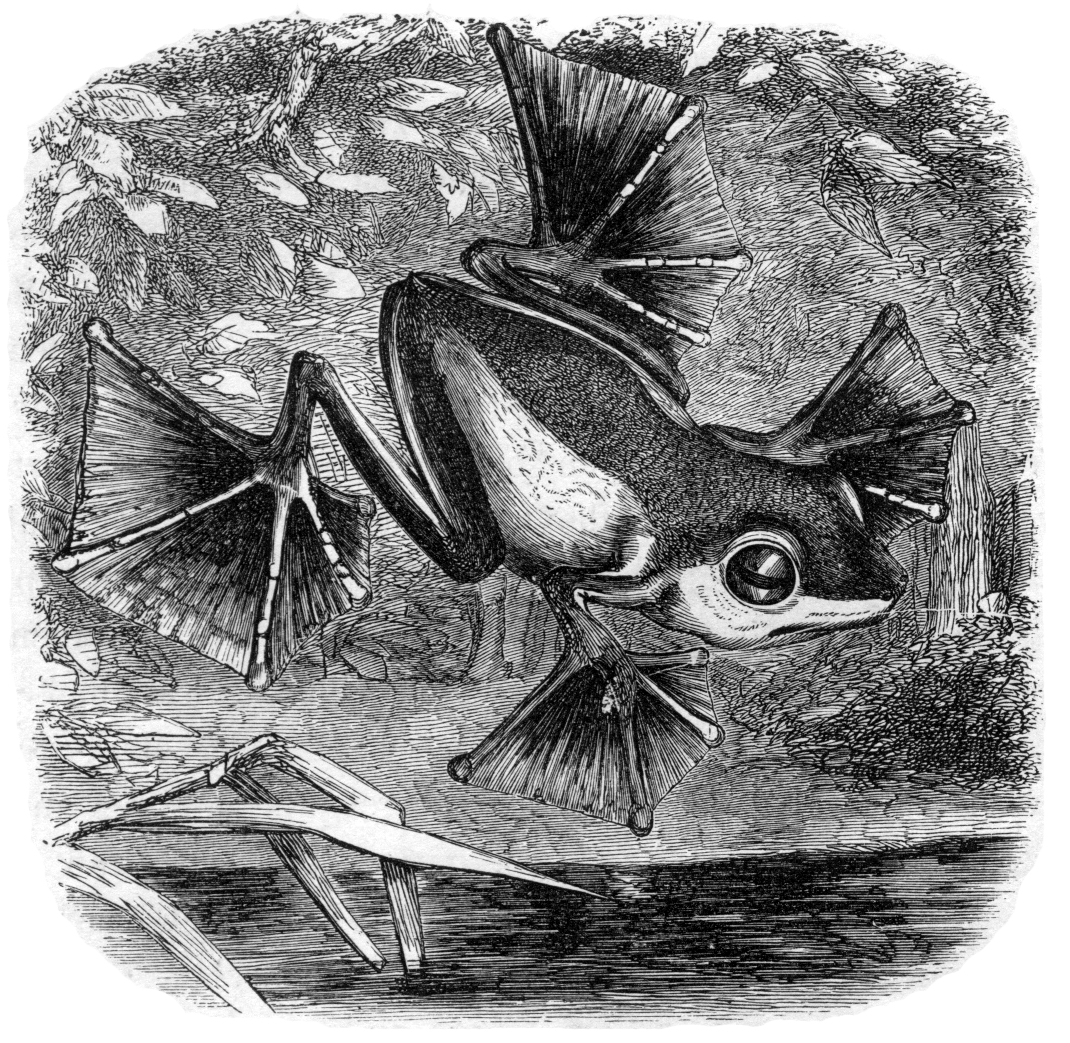
Darstellung des von Wallace entdeckten Flugfrosches aus The Malay Archipelago

Eine seiner bekannteren während dieser Reise vorgenommenen Beschreibungen ist die des fliegenden Wallace-Flugfrosches (Rhacophorus nigropalmatus). Während seiner Erkundungsreise verfeinerte er seine Überlegungen zur Evolution und hatte seine bekannte Eingebung zur natürlichen Selektion.
Eine Darstellung seiner Studien und Abenteuer veröffentlichte er 1869 unter dem Titel The Malay Archipelago, das eines der populärsten wissenschaftlichen Werke des 19. Jahrhunderts darstellte und das bis in die zwanziger Jahre des 20. Jahrhunderts häufig wieder aufgelegt wurde. Es wurde von Wissenschaftlern wie Darwin (dem es gewidmet war) und Charles Lyell und von Laien wie dem Romanautor Joseph Conrad gelobt, der es als seine „bevorzugte Bettlektüre“ bezeichnete und als Informationsquelle für einige seiner Romane (vor allem Lord Jim) benutzte.

### Rückkehr nach England, Heirat und Kinder

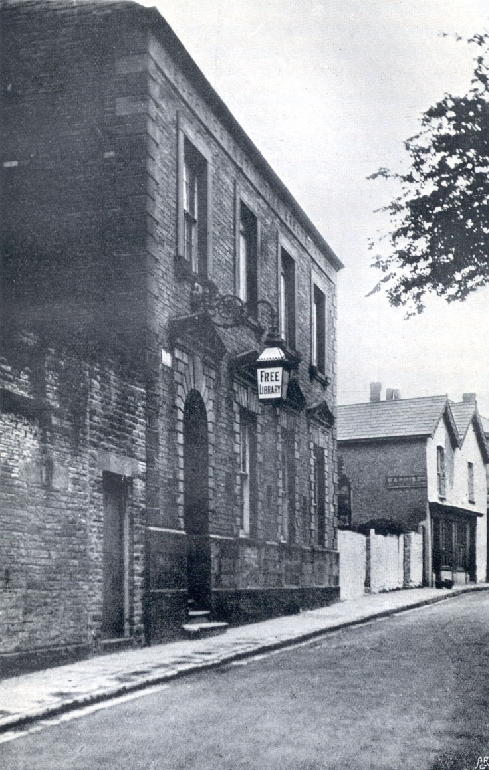
Ein Foto aus Wallace’s Autobiografie zeigt das Gebäude, das Wallace und sein Bruder John für das Neath Mechanics’ Institute entworfen und gebaut haben, aufgenommen 1905

1862 kehrte Wallace nach England zurück und zog zu seiner Schwester Fanny Sims und ihrem Mann Thomas. Während er sich von seiner Reise erholte, sortierte er seine Sammlungen und gab zahlreiche Vorlesungen über seine Abenteuer und Entdeckungen an wissenschaftlichen Gesellschaften wie der Zoological Society of London. Er besuchte Darwin im Down House und lernte Charles Lyell und Herbert Spencer kennen. Während der 1860er Jahre schrieb er Veröffentlichungen und gab Vorlesungen, bei denen er die Theorie der natürlichen Selektion verteidigte. Er pflegte Briefkontakte zu Darwin, in dem er verschiedene Themen, wie z. B. die sexuelle Selektion, die Warnfärbung und den möglichen Effekt der natürlichen Selektion auf die Hybridisierung und die Divergenz der Arten, ansprach. Nach einem Jahr Umwerbung verlobte sich Wallace 1864 mit einer jungen Frau, die er in seiner Autobiographie nur als Fräulein L. bezeichnete. Zu seiner großen Enttäuschung löste sie jedoch die Verlobung.
1866 heirateten er und Annie Mitten, die er durch Richard Spruce kennengelernt hatte, der ein guter Freund von Annies Vater, William Mitten (1819–1906), einem Moosexperten war. 1872 baute Wallace ein Betonhaus auf gepachtetem Land in Grays in Essex, wo er bis 1876 lebte. Das Paar hatte drei Kinder: Herbert (1867–1874), der während der Kindheit starb, Violet (1869–1945) und William (1871–1951).
Seit 1865 befasste er sich mit Spiritualismus.

### Finanzielle Schwierigkeiten
Ende der 1860er und in den 1870er Jahren machte sich Wallace große Sorgen um die finanzielle Sicherheit seiner Familie. Während seiner Zeit auf dem Malaiischen Archipel hatte ihm der Verkauf seiner Exemplare eine beträchtliche Summe Geld eingebracht, die von seinem Agenten, der diese verkauft hatte, sorgfältig angelegt worden war. Als Wallace nach Großbritannien zurückkehrte, tätigte er verschiedene Fehlinvestitionen in Eisenbahnen und Bergwerke, wodurch der größte Teil seines Vermögens verlorenging, so dass er auf die Einnahmen seiner Veröffentlichung The Malay Archipelago angewiesen war. Trotz der Hilfe seiner Freunde konnte er keine dauerhafte Anstellung mit einem festen Lohn, wie z. B. die eines Museumsdirektors, erlangen. Um solvent zu bleiben, arbeitete er als Bewerter von behördlichen Prüfungen, schrieb zwischen 1872 und 1876 für eine moderate Summe 25 Veröffentlichungen und wurde von Lyell und Darwin für seine Hilfe zur Editierung mancher ihrer eigenen Werke entlohnt. Um nicht Teile seines persönlichen Eigentums verkaufen zu müssen, benötigte Wallace 1876 einen Vorschuss in Höhe von £ 500, den ihm sein Verleger, Herausgeber des The Geographical Distribution of Animals, gewährte.
Darwin war sich der finanziellen Notlage von Wallace sehr wohl bewusst und er kämpfte lang und hart, um ihm eine Regierungspension für seine wissenschaftlichen Dienste zu beschaffen. Als Wallace diese ab 1881 erhielt, stabilisierte sich seine finanzielle Situation, da die Pension die Einnahmen aus seinen Schriften ergänzte.

### Sozialer Aktivismus
Wallace hatte zwischen 1873 und 1879 nur eine Handvoll Artikel über politische und soziale Themen geschrieben. Zuvor war John Stuart Mill auf Wallace aufmerksam geworden, weil Wallace in The Malay Archipelago kritische Bemerkungen über die englische Gesellschaft eingearbeitet hatte. Mill bat Wallace, seiner Land Tenure Association (Gesellschaft zur Reformierung des Landbesitzes) beizutreten, aber die Gesellschaft wurde nach Mills Tode 1873 aufgelöst.
1879 beteiligte sich Wallace engagiert an der Diskussion über Handelsgrundsätze und Landreform. Er glaubte, dass ländliche Gebiete im Besitz des Staates sein sollten, der sie dann an Personen verpachten würde. Diese würden sie so bearbeiten, wie es dem größten Teil der Bevölkerung Nutzen bringen würde. Die oft missbrauchte Macht reicher Landbesitzer der englischen Gesellschaft würde so gebrochen. 1881 wurde Wallace zum Präsidenten der kurz zuvor gegründeten Gesellschaft zur Landverstaatlichung (Land Nationalization Society) gewählt. 1882 veröffentlichte er sein Buch Landverstaatlichung; Notwendigkeit und Ziele (Land Nationalization; Its Necessity and Its Aims) zu diesem Thema. Er kritisierte den negativen Einfluss, den die britischen Bestimmungen zum freien Handel auf die Arbeiterklasse hatten.
Wallace fuhr mit seiner wissenschaftlichen Arbeit parallel zu seinen sozialen Aktivitäten fort. 1880 veröffentlichte er Island Life (Leben auf Inseln) als Folgewerk von The Geographical Distribution of Animals (Die geographische Verbreitung der Tiere).

### Reise in die Vereinigten Staaten
Im November 1886 trat Wallace eine zehnmonatige Reise in die Vereinigten Staaten an, um eine Serie populärer Vorlesungen zu halten. Die meisten Vorlesungen waren über Darwinismus (Evolution und natürliche Selektion), aber er führte auch Gespräche über Biogeographie, Spiritualismus und sozio-ökonomische Reformen. Während der Reise traf er seinen Bruder John, der Jahre zuvor nach Kalifornien ausgewandert war. Er verbrachte auch eine Woche mit der amerikanischen Botanikerin Alice Eastwood als Reiseführer in Colorado. Dort untersuchte er die Flora der Rocky Mountains. Er traf auch andere bekannte amerikanische Naturalisten und betrachtete ihre Sammlungen.

### Die letzten Jahrzehnte
In seinem Buch Darwinismus von 1889 benutzte Wallace Informationen aus seiner Amerikareise und solche, die er für seine Vorlesungen zusammengestellt hatte.
Im selben Jahr las er das Buch Looking Backward (Rückbetrachtung) von Edward Bellamy und bezeichnete sich selbst als Sozialist. Dieses Gedankengut führte dazu, dass er sich sowohl gegen den Sozialdarwinismus als auch gegen die Eugenik aussprach. Diese Einstellung wurde von anderen prominenten evolutionären Denkern des 19. Jahrhunderts geteilt, die davon ausgingen, dass die Gesellschaft zu korrupt und zu ungerecht sei, um Menschen nach ihrer Tauglichkeit selektieren zu können.
1891 veröffentlichte er in English and American Flowers (Englische und amerikanische Blumen) eine Theorie, nach der die Eiszeiten verschiedene Gemeinsamkeiten zwischen der Flora von Europa, Asien und Nordamerika erklären könnten.
1898 schrieb Wallace eine Veröffentlichung (Paper Money as a Standard of Value), in der er sich für die Einführung eines reinen Geldpapiersystems aussprach, bei dem die Währung nicht durch Silber oder Goldreserven gestützt wird. Diese beeindruckte den Ökonomen Irving Fisher so sehr, dass er 1920 sein Buch Stabilizing the Dollar Wallace widmete. Wallace schrieb ausführlich über andere soziale Themen, inkl. seine Unterstützung des Frauenwahlrechtes und die Gefahren und Verschwendung des Militarismus. Er führte seinen sozialen Aktivismus bis zu seinem Lebensende fort und publizierte sein Buch The Revolt of Democracy nur Wochen vor seinem Tode.

### Tod
Alfred Russel Wallace starb am 7. November 1913 im Alter von 90 Jahren in seinem Landhaus Old Orchard (alter Obstgarten). Über seinen Tod wurde in der Presse ausführlich berichtet. Die New York Times nannte ihn „den letzten der Riesen, die der wunderbaren Gruppe von Intellektuellen angehörte, welche u. a. Darwin, Huxley, Spencer, Lyell und Owen umfasste und deren wagemutige Forschungen das Gedankengut des Jahrhunderts revolutioniert und weiterentwickelt hatten“. Ein weiterer Berichterstatter in der gleichen Ausgabe schrieb: „Es bedarf keiner Rechtfertigung für die wenigen literarischen oder wissenschaftlichen Verrücktheiten des Autors von diesem grandiosen Buch Malay Archipel“.
Einige Freunde von Wallace schlugen vor, dass er in der Westminster Abbey beigesetzt werde, aber seine Frau folgte seinem Wunsch und bestattete ihn auf dem kleinen Friedhof in Broadstone in Dorset. Einige prominente britische Wissenschaftler gründeten einen Ausschuss, um eine Gedenktafel zu Ehren von Wallace in der Nähe von Darwins Grab in Westminster anzubringen. Die Gedenktafel wurde am 1. November 1915 enthüllt.

## Evolutionstheorie

### Frühes Denken über Evolution
Wallace begann seine Karriere als Naturforscher und glaubte früh an eine Transmutation der Arten. Er wurde von Robert Chambers Werk Vestiges of the Natural History of Creation beeinflusst. 1845 schrieb Wallace an Henry Bates:

„Ich habe eine weitaus gefälligere Meinung zu 'Vestiges’ als Du zu haben scheinst. Ich halte es nicht für eine eilfertige Verallgemeinerung, sondern für eine einfallsreiche Hypothese, die von einigen auffälligen Fakten und Analogien gestützt wird, die aber noch durch weitere Fakten und durch zusätzliches Licht, das mehr Forschung auf das Problem aufwerfen könnte, bestätigt werden muss. Es stellt ein Thema dar, dem sich jeder Naturstudierende widmen kann. Jede Tatsache, die er beobachtet, wird entweder dafür oder dagegen sprechen und deshalb dient es der Anregung zur Zusammenstellung von Fakten und als Objekt zugleich, worauf diese angewandt werden können, wenn erhoben.“

Wallace plante einen Teil seiner Feldarbeit von vornherein so, dass die Hypothese, dass unter einem evolutionären Szenario eng verwandte Arten angrenzende Gebiete bewohnen würden, überprüft werden könnte. Während seiner Arbeit im Amazonasbecken erkannte er, dass geographische Barrieren, wie z. B. der Amazonasfluss und seine größeren Zuflüsse, oft die Ausbreitungsgebiete eng miteinander verwandter Arten trennten. Er nahm diese Beobachtungen in seine Veröffentlichung On the Monkeys of the Amazon (Über die Affen am Amazon) auf. Fast am Ende des Artikels stellt er die Frage: „Sind eng verwandte Arten jemals durch einen weiten ländlichen Abstand getrennt?“.
Im Februar 1855, als er in Sarawak auf der Insel Borneo arbeitete, schrieb Wallace On the Law Which has Regulated the Introduction of Species (Über das Gesetz, welches die Einführung der Arten regulierte), ein Schriftstück, das im Annals and Magazine of Natural History im September 1855 veröffentlicht wurde. Die Arbeit, die oft als früheste publizierte Auseinandersetzung mit Evolutionsgedanken durch Wallace angesehen wird, aber sich im Kern eher mit dem Konzept der Sukzession beschäftigt, wurde als „sarawak law paper“ bekannt. Er erfasste und zählte allgemeine Beobachtungen auf, welche die geographische und geologische Verteilung der Arten betrafen (Biogeographie). So beantwortete Wallace die Frage, die er in seiner früheren Veröffentlichung über die Affen im Amazonasbecken gestellt hatte. Obwohl es keine möglichen Evolutionsmechanismen erwähnte, war das Schriftstück ein Vorbote zu dem bedeutsamen Artikel, den er drei Jahre später schrieb.
Diese Veröffentlichung erschütterte die Überzeugung von Charles Lyell, dass die Arten unveränderlich waren. Obwohl ihm sein Freund Charles Darwin 1842 geschrieben und seine Unterstützung der Transmutationsidee geäußert hatte, beharrte Lyell auf seiner Ablehnung dieser Idee. Anfang 1856 wurde Darwin durch Lyell sowie Edward Blyth auf das Schriftstück von Wallace hingewiesen. Lyell war mehr beeindruckt und begann mit einem Notizbuch über die Arten, das sich mit den Folgen daraus beschäftigte, insbesondere für die menschliche Abstammung. Darwin hatte bereits seine Theorie ihrem gemeinsamen Freund Joseph Hooker vorgestellt und erklärte jetzt Lyell zum ersten Mal sämtliche Details zur natürlichen Selektion. Obwohl Lyell nicht damit einverstanden sein konnte, bedrängte er Darwin zu veröffentlichen, um Priorität zu erlangen. Darwin äußerte zunächst Bedenken, begann aber dann am 14. Mai 1856, einen Abriss aus seiner andauernden Arbeit zusammenzustellen.

### Natürliche Selektion und Darwin
Im Februar 1858 war Wallace durch seine biogeographischen Forschungen am Malaiischen Archipel bereits von der Gültigkeit der Evolution überzeugt. Wie er in seiner späteren Autobiographie schrieb:

„Das Problem war nicht nur, wie und warum sich die Arten verändern, sondern wie und warum sie sich in neue und gut definierte Arten verändern, die sich voneinander so vielfältig unterscheiden, warum und wie sie sich so genau an die unterschiedlichen Lebensbedingungen anpassen und warum die Zwischenstufen aussterben (da die Geologie ja zeigt, dass sie ausgestorben sind) und nur klar definierte und stark ausgeprägte Arten hinterlassen, Gattungen und höhere Tiergruppen.“

Seiner Autobiographie nach machte Wallace sich Gedanken über Thomas Malthus Idee zur positiven Einschränkung menschlichen Populationswachstums, als er mit Fieber im Bett lag und ihm die Idee der natürlichen Selektion einfiel. Wallace schrieb in seiner Autobiographie, dass er zu der Zeit auf der Insel Ternate war, aber Historiker haben das in Frage gestellt und behaupten, es sei aufgrund seiner Sammlungseintragungen wahrscheinlicher, dass er sich auf der Insel Gilolo befand. Wallace beschreibt dies wie folgt:

„Es kam mir damals der Gedanke, dass diese Ursachen oder deren Äquivalente auch im Falle der Tiere ständig am Werk sind und da Tiere sich sehr viel schneller als Menschen vermehren, muss die jährliche Vernichtung aufgrund dieser Ursachen enorm sein, um die Anzahl der Mitglieder jeder Art gering zu halten, da sie offensichtlich nicht von Jahr zu Jahr zunimmt, sonst wäre die Welt von denen übervölkert, die sich am schnellsten vermehren. Unbestimmt über die enorme und konstante Zerstörung nachdenkend, die daraus folgt, stellte sich mir die Frage, weshalb einige sterben und einige überleben. Und die Antwort war klar, die besser geeigneten überleben. Und wenn man die beträchtliche Variation berücksichtigt, die mir meine Erfahrung als Sammler als vorhanden gezeigt hatte, dann folgte daraus, dass sämtliche Veränderungen, die für die Anpassung der Arten an die sich verändernden Bedingungen erforderlich sind, davon hervorgebracht werden. Auf diese Weise könnte jeder Teil des Aufbaus der Tiere genau wie erforderlich verändert werden und im Prozess dieser Veränderungen würden die Nichtveränderten aussterben und so würden die definierten und klar isolierten Merkmale jeder neuen Art erklärt werden.“

Vor seiner Abreise in den Osten, 1854, hatte Wallace Darwin einmal kurz getroffen. Ab 1857 standen sie dann in regelmäßigem brieflichen Kontakt und tauschten sich über ihre Publikationen, Theorien und Erkenntnisse aus. Wallace bewahrte Darwins Briefe sorgfältig auf, auch wenn die ersten Briefe verlorengegangen sind. Im ersten belegten Brief vom 1. Mai 1857 kommentierte Darwin, dass sowohl Wallace’ Brief vom 10. Oktober als auch seine Veröffentlichung On the Law that has regulated the Introduction of New Species (Über das Gesetz, das die Einführung neuer Arten regulierte) zeigten, dass beide ähnlich dachten, und dass sie bis zu einem gewissen Grad ähnliche Schlussfolgerungen gezogen hatten. Er fügte hinzu, dass er seine eigene Veröffentlichung zur Publikation in etwa zwei Jahren vorbereitete. Wallace traute der Meinung von Darwin und schickte ihm seine Abhandlung On the Tendency of Varieties to Depart Indefinitely From the Original Type (Über die Tendenz der Arten, sich auf unbestimmte Zeit vom ursprünglichen Typ zu entfernen) am 9. März 1858, mit der Bitte, diese durchzusehen und an Charles Lyell weiterzuleiten, wenn er der Meinung war, es würde sich lohnen. Am 1. Juni 1858 erhielt Darwin das Manuskript von Wallace. Obwohl die Abhandlung den Begriff „natürliche Selektion“ nicht explizit verwendete, erläuterte sie die Mechanismen der evolutionären Divergenz der Arten aufgrund vom Druck, der die Umgebung auf sie ausübt. In diesem Sinne war sie der Theorie, an der Darwin 20 Jahre gearbeitet hatte, ohne sie zu veröffentlichen, sehr ähnlich. Darwin schickte das Manuskript an Lyell mit einem Brief, in dem er schrieb: „Er hätte eine bessere Zusammenfassung nicht machen können! Seine Begriffe stehen sogar bei mir als Kapitelüberschriften. Er schreibt nicht, dass ich publizieren sollte, aber ich werde natürlich sofort schreiben und es irgendeinem Fachblatt anbieten“. Darwin, den die Krankheit seines kleinen Sohnes belastete, überließ das Vorgehen Charles Lyell und Joseph Hooker. Diese beschlossen, die Abhandlung in einer gemeinsamen Präsentation zusammen mit nicht publizierten Schriften Darwins, die dessen Priorität hervorheben sollten, zu veröffentlichen. Wallace’ Abhandlung wurde der Linnean Society of London am 1. Juli 1858 präsentiert, zusammen mit Auszügen aus einer Schrift, die Darwin 1847 privat Hooker präsentiert hatte und einem Brief an Asa Gray aus dem Jahr 1857.
Die Reaktion auf die Vorlesung war stumm, während der Vorsitzende der Linnean Society im Mai 1859 bemerkte, dass es in dem Jahr keine bemerkenswerten Entdeckungen gegeben hätte. Aber mit Darwins Publikation von On the Origin of Species (Die Entstehung der Arten) später im Jahr 1859 wurde ihre Bedeutung offensichtlich. Als Wallace nach Großbritannien zurückkehrte, traf er sich mit Darwin; die beiden pflegten danach freundlichen Umgang miteinander. Über die Jahre sind bei manchen Leuten Zweifel über die Gültigkeit dieser Version aufgekommen. Anfang der 1980er-Jahre erschienen zwei Bücher, eins von Arnold Brackman und eins von John Langdon, in denen sogar angedeutet wird, dass es nicht nur eine Konspiration gegen Wallace gegeben hat, um ihm das gebührende Ansehen zu rauben, sondern dass Darwin sogar eine Schlüsselidee von Wallace übernommen hat, um seine eigene Theorie zu vervollständigen. Diese Behauptungen wurden von anderen Gelehrten untersucht, die sie für nicht überzeugend befanden.
Nach der Veröffentlichung von Darwins On the Origin of Species wurde Wallace zu einem ihrer überzeugtesten Verteidiger. Ein Vorfall im Jahr 1863 machte Darwin besondere Freude: Wallace veröffentlichte eine kurze Schrift Remarks on the Rev. S. Haughton’s Paper on the Bee’s Cell, And on the Origin of Species, um die Argumente eines Geologieprofessors an der Universität von Dublin vollkommen zu entkräften, der Darwins Anmerkungen in The Origin bezüglich der Art, wie sich die sechseckigen Zellen in Honigwaben durch die natürliche Selektion entwickelt hätten, kritisiert hatte. Eine weitere bemerkenswerte Verteidigung von The Origin war Creation by Law (Schöpfung durch Gesetz), eine Abhandlung, die Wallace 1867 für The Quarterly Journal of Science schrieb, um dem Buch The Reign of Law (Die Herrschaft der Gesetze), das der Herzog von Argyle als Anfechtung der natürlichen Selektion geschrieben hatte, zu widersprechen. Nach einer Versammlung der British Association im Jahr 1870 schrieb Wallace an Darwin und klagte darüber, dass „keine Gegner übrig geblieben sind, die irgendwas über Naturgeschichte wissen, so dass es keine der früheren guten Diskussionen mehr gibt.“

#### Unterschiede zwischen den Theorien von Darwin und Wallace
Wissenschaftshistoriker haben angemerkt, dass einige Unterschiede zwischen den Evolutionskonzepten Darwins und Wallace’ bestanden, obwohl Darwin Wallace’ Ideen als im Wesentlichen gleich mit den seinen betrachtete. Darwin betonte den Konkurrenzkampf unter den Individuen einer gleichen Gattung, um zu überleben und sich zu vermehren, während Wallace den biogeographischen und umfeldbedingten Druck hervorhob, der die Spezies zwingt, sich den örtlichen Gegebenheiten anzupassen.
Andere haben bemerkt, ein weiterer Unterschied bestehe darin, dass Wallace offensichtlich die natürliche Selektion als eine Art Rückkopplungsmechanismus auffasste, welches die Arten ihrer Umgebung angepasst erhielt. Sie verweisen dabei auf einen meistens übersehenen Absatz seiner berühmten Veröffentlichung von 1858:

„Die Wirkung dieses Grundsatzes ist genau wie die des Fliehkraftreglers der Dampfmaschine, die Abweichungen korrigiert, bevor sie offensichtlich werden und auf die gleiche Art und Weise kann kein unausgeglichener Mangel im Tierreich ein auffälliges Ausmaß erreichen, weil es sofort Auswirkung zeigen würde, indem er die Existenz erschweren und das Aussterben eine fast sichere Folge machen würde.“

#### Warnfärbung und sexuelle Selektion

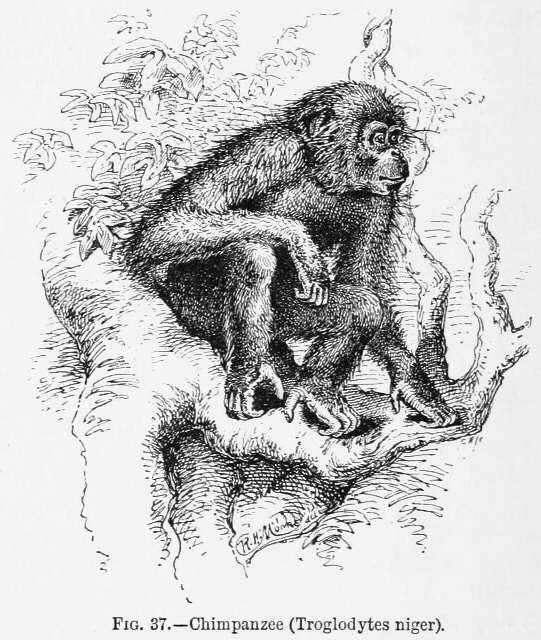
Abbildung im Kapitel über die Anwendung der natürlichen Selektion auf den Menschen aus dem Buch Darwinism von 1889

1867 schrieb Darwin an Wallace, dass es ihm schwerfiel zu verstehen, warum einige Raupen auffällige Farben entwickelt hätten. Darwin war zur Überzeugung gelangt, dass die sexuelle Selektion, ein Phänomen, dem Wallace nicht die gleiche Bedeutung wie Darwin beimaß, viele auffällige Farben in der Tierwelt erklärte. Allerdings merkte Darwin, dass dies bei den Raupen nicht der Fall sein könnte. Wallace erwiderte, er und Henry Bates hätten beobachtet, dass viele der spektakulärsten Schmetterlinge einen eigenartigen Geruch und Geschmack haben und dass John Jenner Weir (1822–1894) ihm mitgeteilt hätte, Vögel würden eine bestimmte Art gewöhnlicher weißer Motten aufgrund ihres schlechten Geschmackes nicht fressen. „Da die weiße Motte in der Dämmerung so auffällig wie eine bunte Raupe ist“, wie Wallace an Darwin zurückschrieb, „sei es wahrscheinlich, dass die auffällige Farbe als Warnung gegenüber möglichen Raubtieren diene und sich deshalb durch natürliche Selektion hätte entwickeln können“. Darwin war von dieser Idee beeindruckt. In einem nachfolgenden Treffen der Entomological Society bat Wallace um jegliche vorhandene Nachweise zum Thema. 1869 veröffentlichte Weir Daten aus Versuchen und Beobachtungen an bunten Raupen, die Wallace’ Vermutungen unterstützen. Warnfärbung zählte zu den Beiträgen von Wallace auf dem Gebiet der Evolution der Tierfärbung allgemein und zum Konzept der schützenden Färbung im Besonderen. Dies war auch Teil einer lebenslangen Meinungsverschiedenheit zwischen Wallace und Darwin über die Bedeutung der sexuellen Selektion. In seinem Buch Tropical Nature and Other Essays (Tropische Natur und andere Abhandlungen) schrieb er 1878 ausführlich über die Färbung von Tieren und Pflanzen und schlug alternative Erklärungen zu verschiedenen Fällen vor, die Darwin der sexuellen Selektion zugeschrieben hatte. Er schrieb eine ausführliche Abhandlung darüber in seinem Buch Darwinism von 1889.

#### Wallace-Effekt
In Darwinism verteidigte Wallace die natürliche Selektion. Darin postulierte er die Hypothese, dass die natürliche Selektion die reproduktive Trennung zweier Arten antreiben könne, indem die Ausbildung von Barrieren gegen eine Hybridisierung verstärkt wird. So würde sie zur Entwicklung neuer Arten beitragen. Er wies auf das folgende Szenario hin: Nachdem zwei Populationen einer Art über einen bestimmten Punkt hinaus divergiert sind, passt sich jede davon den bestimmten Umwelteinflüssen an, wobei hybride Nachkommen weniger gut angepasst sind, als die jeweiligen Elternarten. Zu diesem Zeitpunkt wird die natürliche Selektion dazu neigen, die Hybride zu eliminieren. Darüber hinaus würde die natürliche Selektion unter solchen Bedingungen die Entwicklung von Hybridisierungshemmnissen fördern, da Individuen, die hybride Paarungen vermeiden, besser geeignete Nachkommen erzeugen und so zur reproduktiven Isolierung beider beginnenden Arten beitragen würden. Diese Hypothese wurde als Wallace-Effekt bekannt. Schon 1868 hatte Wallace in Briefen an Darwin angedeutet, dass die natürliche Selektion eine Rolle in der Verhinderung der Hybridisierung spielen könnte, hatte diese Idee aber nicht im Detail ausgearbeitet. Noch heute ist sie Gegenstand der Forschung zur evolutionären Biologie, wobei sowohl Computersimulationen als auch empirische Ergebnisse ihre Gültigkeit unterstützen.

### Anwendung der Theorie auf den Menschen
1864 veröffentlichte Wallace die Abhandlung The Origin of Human Races and the Antiquity of Man Deduced from the Theory of Natural Selection (Ursprung der menschlichen Rassen und Alter des Menschen, gefolgert aus der Theorie der natürlichen Selektion), in der er die Theorie auf den Menschen bezog. Darwin hatte sich bislang nicht öffentlich mit dem Thema befasst, obwohl dies Thomas Huxley in Evidence as to Man’s Place in Nature (Zeugnisse für die Stellung des Menschen in der Natur) getan hatte. Kurz darauf wurde Wallace Spiritualist und behauptete, die natürliche Selektion könne nicht zum mathematischen, künstlerischen oder musikalischen Genius, sowie zu metaphysischen Gedanken, Geist und Humor führen. Anschließend behauptete er, dass etwas im „unsichtbaren Universum des Geistes“ mindestens drei Mal während der Evolution eingegriffen hätte. Das erste Mal sei die Schöpfung von Leben aus anorganischer Materie. Das zweite Mal die Einführung von Bewusstsein bei höheren Tieren. Und das dritte Mal die Bildung höherer mentaler Fähigkeiten beim Menschen. Er glaubte auch, dass der Grund für das Sein des Universums die Entwicklung des menschlichen Geistes sei.
Die Reaktion auf Wallace’ Ideen zu diesem Thema unter den führenden Naturalisten dieser Zeit war unterschiedlich. Charles Lyell stimmte Wallace’ Ideen eher zu als Darwins. Viele hingegen, einschließlich Huxley, Hooker und selbst Darwin, waren Wallace gegenüber kritisch. Insbesondere Darwin war bestürzt. Er argumentierte, dass spirituelle Anreize nicht nötig seien und dass die sexuelle Selektion scheinbar nicht anpassungsförderliche Geistesphänomene leicht erklären könne.
Wie ein Wissenschaftshistoriker dargelegt hat, widersprachen Wallace’ Ansichten zu diesem Thema zwei Hauptlehren der aufkommenden darwinistischen Philosophie der Zeit, die besagten, dass Evolution weder teleologisch noch anthropozentrisch sei. Während manche Historiker zu dem Schluss gekommen sind, dass Wallace’ Glaube, die natürliche Selektion könne die Entwicklung des Bewusstseins und des menschlichen Geistes nicht erklären, auf seinen Spiritualismus zurückzuführen sei, streiten andere Wallace-Experten dies ab. Manche behaupten, Wallace habe nie das Prinzip der natürlichen Selektion auf diese angewandt.

### Bewertung der Rolle von Wallace in der Evolutionstheorie
In vielen Beschreibungen der Geschichte der Evolution wird Wallace nur beiläufig einfach als „Anreiz“ für die Veröffentlichung von Darwins eigener Theorie erwähnt. Tatsächlich entwickelte Wallace jedoch eigenständige Ansichten, die sich von Darwins unterschieden und er wurde von vielen (vor allem von Darwin) als einer der führenden Denker über Evolution seiner Zeit gehalten, dessen Ideen nicht ignoriert werden konnten. Ein Wissenschaftshistoriker hat angemerkt, dass sowohl Darwin als auch Wallace Wissen per Briefwechsel und Veröffentlichungen austauschten, wodurch sie sich über einen längeren Zeitraum gegenseitig inspirierten. Wallace ist der meistzitierte Autor in Darwins Descent of Man, oft in starkem Widerspruch zu seinen eigenen Thesen. Wallace blieb für den Rest seines Lebens ein vehementer Verteidiger der natürlichen Selektion. Um 1880 war die Evolution in wissenschaftlichen Kreisen auf breiter Ebene akzeptiert, aber Wallace und August Weismann waren praktisch die einzigen unter bekannten Biologen, die glaubten, sie sei durch die natürliche Selektion getrieben.

## Spiritismus

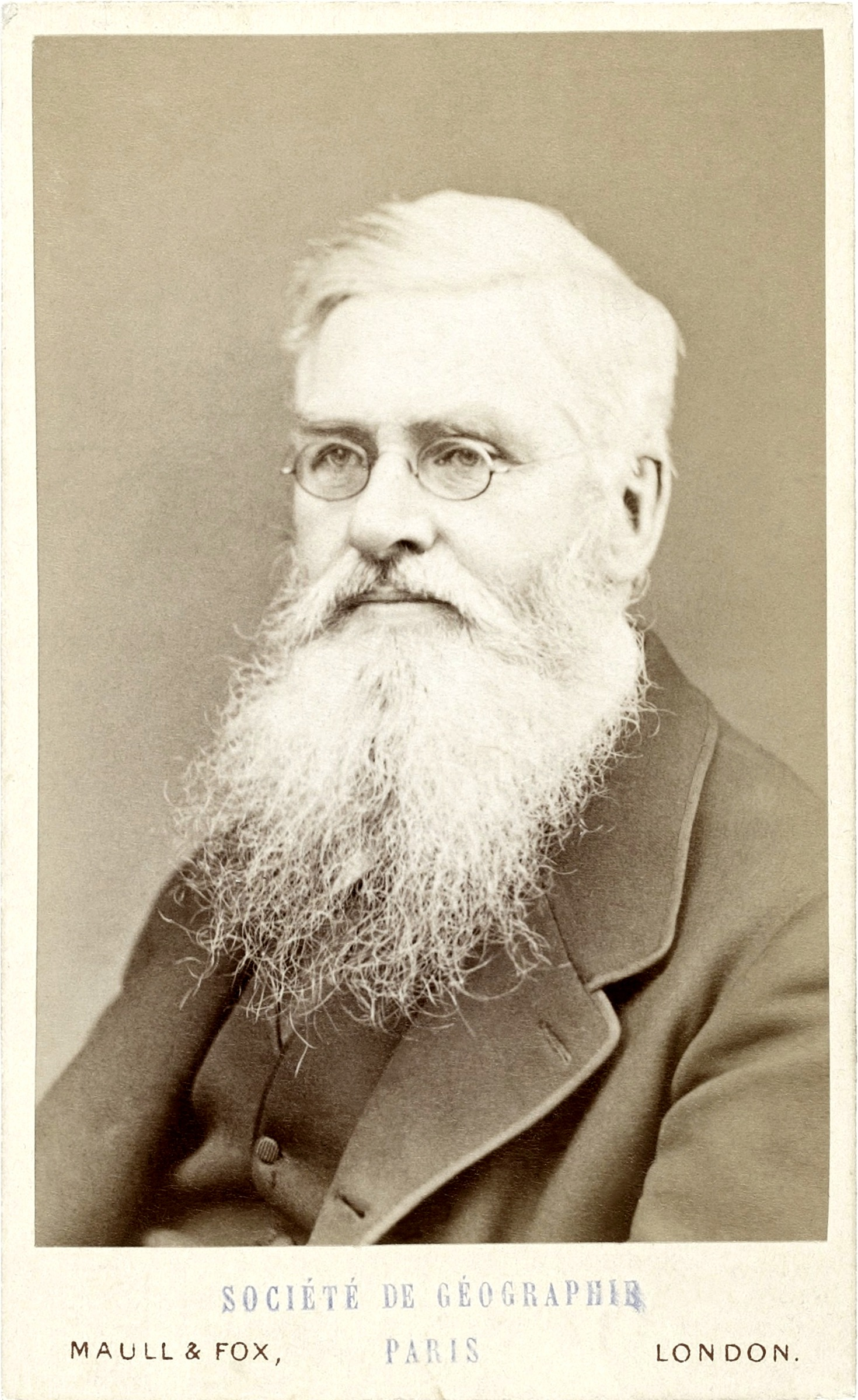
A.R. Wallace (um 1880)

1861 schrieb Wallace an seinen Schwager:

„Ich bleibe ein äußerst Ungläubiger in fast allem, was Du für heilige Wahrheiten hältst. Ich halte die oft wiederholte Schuldzuweisung, dass Skeptiker Beweise ausblenden, weil sie nicht von der christlichen Moral geleitet werden, für äußerst verächtlich. Ich bin dankbar dafür, dass ich viel Bewundernswertes in allen Religionen erkennen kann. Für die Masse der Menschheit ist Religion eine Art Notwendigkeit. Aber, ob es einen Gott gibt und wie auch immer Seine Natur sei, ob wir eine unsterbliche Seele haben oder nicht oder was auch immer unser Zustand nach dem Tod sei, ich muss mich nicht dafür fürchten, die Natur zu studieren und die Wahrheit zu suchen, oder daran glauben, dass diejenigen, die gemäß einer Doktrin gelebt haben, die ihnen in der Kindheit eingeflößt wurde, in einem zukünftigen Zustand besser dran sein werden und die ihnen eher eine Angelegenheit blinden Glaubens als intelligenter Überzeugung ist.“

Wallace war ein begeisterter Verehrer der Phrenologie. Frühzeitig hatte er mit Hypnose, die damals als Mesmerismus bekannt war, experimentiert. In Leicester hatte er einige seiner Studenten mit beträchtlichem Erfolg als Versuchsobjekte verwendet. Als er mit seinen Versuchen begann, wurde das Thema sehr kontrovers diskutiert, und frühe Experimentatoren wie John Elliotson (1791–1868) wurden von der medizinischen und wissenschaftlichen Gemeinschaft scharf kritisiert. Wallace verband seine Erfahrungen mit dem Mesmerismus und seine späteren Untersuchungen über den Spiritismus. 1893 schrieb er:

„So lernte ich schnell meine erste Lektion bei der Untersuchung dieser obskuren Wissensgebiete, niemals den Zweifeln großer Männer oder deren Anschuldigungen oder Unterstellung von Beschränktheit Bedeutung beizumessen, wenn sie im Gegensatz zur wiederholten Beobachtung anderer offensichtlich vernünftigen und ehrlichen Männer stehen. Die ganze Geschichte der Wissenschaft zeigt uns, dass wann immer die gebildeten und wissenschaftlichen Männer jeglicher Zeit die Fakten anderer Forscher a priori als absurd oder unmöglich abgelehnt haben, die Ablehnenden immer falsch lagen.“

Im Sommer 1865 begann Wallace, möglicherweise durch Anregung seiner älteren Schwester Fanny Sims, sich mit Spiritismus zu befassen. Nach der Durchsicht der Literatur zu diesem Thema und Versuchen, die Phänomene zu testen, die er bei Séancen beobachtet hatte, akzeptierte er, dass der Glaube mit der natürlichen Realität verbunden war. Für den Rest seines Lebens blieb er davon überzeugt, dass mindestens einige der Phänomene bei den Séancen authentisch waren, unabhängig von Täuschungsvorwürfen durch Skeptiker oder von Trickbeweisen. Historiker und Biographen sind sich nicht einig, welche Faktoren zu seiner Aufnahme des Spiritismus am ehesten geführt haben. Ein Biograph regte an, dass der emotionale Schock, den er einige Monate zuvor durch die Trennung von seiner Verlobten erlebt hatte, ihn empfänglicher für den Spiritismus gemacht hatte. Andere Experten haben dagegen den Willen von Wallace betont, rationale und wissenschaftliche Erklärungen für alle Phänomene zu finden, sowohl materielle als nichtmaterielle, der natürlichen Welt und der menschlichen Gesellschaft.
Spiritismus fand vor allem unter vielen Gebildeten der viktorianischen Ära Anklang, die die traditionelle religiöse Doktrin, wie z. B. die der Church of England, nicht mehr akzeptabel fanden, die sich aber durch eine gänzlich materialistische und mechanische Sicht der Welt, die sich zunehmend aus den wissenschaftlichen Erkenntnissen des 19. Jahrhunderts ergab, unzufrieden fühlten. Manche Experten, die sich mit Wallace’ Ansichten im Detail auseinandergesetzt haben, betonen jedoch, dass für ihn der Spiritismus eine Angelegenheit von Wissenschaft und Philosophie und nicht ein religiöser Glaube war. Andere prominente Intellektuellen des 19. Jahrhunderts, die sich mit Spiritismus befassten, waren der Sozialreformer Robert Owen, einer der frühen Vorbilder von Wallace, sowie die Physiker William Crookes und John William Strutt, 3. Baron Rayleigh, der Mathematiker Augustus De Morgan und der schottische Verleger Robert Chambers.
Die starke öffentliche Befürwortung des Spiritismus durch Wallace sowie seine wiederholte Verteidigung spiritistischer Medien, die in den 1870er Jahren wegen Täuschung angeklagt worden waren, schadeten seiner wissenschaftlichen Reputation. Es kam zu Spannungen in den früher freundlichen Beziehungen zu Wissenschaftlern wie Henry Bates, Thomas Huxley und Charles Darwin, der meinte, er sei zu leichtgläubig. Andere, wie der Physiologe William Benjamin Carpenter und der Zoologe Ray Lankester griffen Wallace öffentlich zum Thema an. Wallace und andere Wissenschaftler, die den Spiritismus verteidigten, wie William Crookes, waren das Ziel harscher Kritik der Presse, vor allem von The Lancet, einer führenden medizinischen Fachzeitschrift. Die Kontroverse beeinträchtigte die öffentliche Wahrnehmung von Wallace’ Arbeit für den Rest seiner Karriere. Als Darwin um Unterstützung bei den Naturalisten warb, um Wallace eine Rente zu beschaffen, antwortete Joseph Hooker:

„Wallace hat bedeutend an Klasse verloren, nicht nur durch seinen Anhang an Spiritualismus, sondern auch weil er in einer der Bereichssitzungen der British Association eine Diskussion über Spiritismus gegen die Meinung des gesamten Komitees gebracht hat. Es wird berichtet, dass er dies in einer hinterhältigen Art gemacht hat, und ich erinnere mich gut an die Empörung, zu der sie im Rat der British Association geführt hat.“

Hooker gab schließlich nach und stimmte einer Unterstützung des Rentenantrages zu.

## Biogeographie und Ökologie

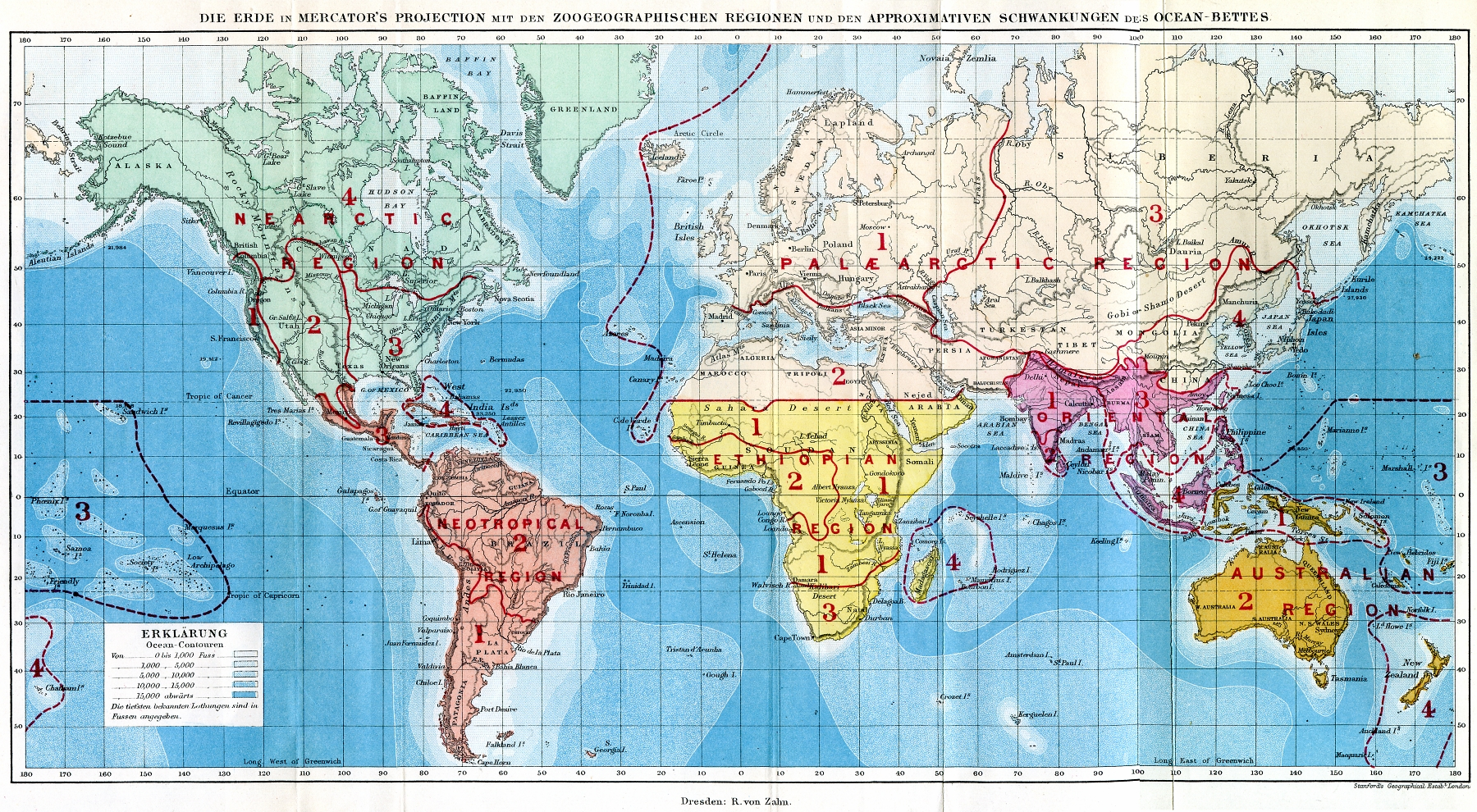
Wallace’ Einteilung der Welt in sechs biogeographische Regionen, dargestellt auf einer Karte aus The Geographical Distribution of Animals

### Biogeographie
Wallace begann 1872, auf Drängen vieler seiner Kollegen einschließlich Darwin, Philip Sclater und Alfred Newton, an einer umfangreichen Untersuchung der geographischen Verteilung der Arten zu arbeiten. Dieses Projekt geriet jedoch bald ins Stocken, auch weil es in jener Zeit noch keine entwickelte Taxonomie gab und sich die Klassifikationssysteme vieler Tierarten in ständiger Entwicklung befanden. Er nahm die Arbeiten erst im Jahr 1874 wieder auf, nachdem eine Reihe von Arbeiten zum Problem der Klassifikation erschienen waren.
Indem er das von Sclater für Vogelarten entwickelte System, das die Erde in sechs geographische Zonen einteilte, so erweiterte, dass es auch Säugetiere, Reptilien und Insekten beschrieb, schuf Wallace die Basis für das System der Faunenregionen, das bis heute verwendet wird. Er besprach alle bekannten Einflussfaktoren, die die geographische Verteilung der Tierarten in den einzelnen Regionen steuerten, also etwa das Entstehen und Vergehen von Landbrücken und die Effekte vorübergehender Eiszeiten. Er visualisierte mit Karten den Effekt von Faktoren wie der Elevation von Gebirgen, der Tiefe von Ozeanen, und dem Charakter der regionalen Vegetation, die die Verteilung der Arten beeinflussen. Dazu stellte er alle bekannten Artenfamilien und Gattungen zusammen und listete deren geographische Ausbreitung auf. Das so entstandene zweibändige Werk, The Geographical Distribution of Animals (Die geographische Verbreitung der Thiere), wurde 1876 veröffentlicht und sollte für die nächsten 80 Jahre eines der Standardwerke der Biogeographie bleiben; erst Ende 2012 wurde eine Aktualisierung publiziert.
Im Jahr 1880 veröffentlichte Wallace das Buch Island Life (dt.: Inselleben), die Fortsetzung des zuvor erschienenen The Geographical Distribution of Animals, in dem er die Verteilung von Pflanzen- und Tierarten auf Inseln untersuchte. Wallace unterteilte Inseln in verschiedene Typen: Ozean-Inseln und Kontinental-Inseln. Ozean-Inseln, wie etwa die Inseln von Galapagos und Hawaii (damals als Sandwich Islands bezeichnet), die inmitten des Ozeans entstanden sind, und nie Teil eines großen Kontinents waren. Solche Inseln waren durch das absolute Fehlen aller auf dem Festland lebenden Säugetierarten und Amphibien gekennzeichnet (mit Ausnahme von Wandervögeln und Arten, die infolge von menschlichen Aktivitäten angesiedelt wurden). Sie waren das Ergebnis zufälliger Besiedlung und anschließender Evolution. Die kontinentalen Inseln teilte er in zwei Gruppen ein, je nachdem, ob sie schon seit langem vom Festland getrennt sind (wie z. B. Madagaskar), oder noch in jüngerer Vergangenheit Teil eines großen Kontinents waren (wie die Britischen Inseln). Er untersuchte, wie sich dieser Unterschied auf die dort heimische Flora und Fauna auswirkte. So konnte die Isolation der Inseln die Evolution beeinflussen, und so zur Erhaltung von Arten führen, wie den Lemuren in Madagaskar, die einst auch auf dem Kontinent weit verbreitet waren. Ausführlich diskutierte er, wie Änderungen des Klimas, besonders Eiszeiten, die Ausbreitung von Tier- und Pflanzenarten fördern oder verhindern. Der erste Teil des Buches beschäftigt sich mit möglichen Ursachen der großen Eiszeiten. Zur Zeit seiner Veröffentlichung wurde Island Life als wichtiges Werk rezipiert, und ausführlich in zahlreichen Rezensionen und Briefwechseln zwischen Wissenschaftlern diskutiert.

### Umweltprobleme
Im Rahmen seiner umfangreichen Untersuchungen zur Biogeographie beschrieb Wallace als einer der Ersten auch den Einfluss des Menschen auf die Natur. In Tropical Nature and Other Essays (1878) warnte er vor den Gefahren der Abholzung und Erosion des Bodens, besonders in tropischen Gebieten mit großen Niederschlagsmengen. Nachdem er auf die komplexen Interaktionen zwischen Vegetation und Klima aufmerksam geworden war, warnte er, dass die übermäßige Abholzung des tropischen Regenwaldes für den Kaffee-Anbau in Ceylon und Indien das Klima dieser Länder ungünstig beeinflussen könnte und später zu ihrer Verarmung führen würde, weil die Erosion des Bodens den weiteren Anbau unmöglich machen würde. In seinem Buch Island Life griff Wallace erneut das Thema der Abholzung auf und beschrieb den Effekt von Neobiota, also von invasiven Arten, die durch den Menschen in fragile Ökosysteme eingeschleppt werden. Über den Einfluss der europäischen Kolonisation auf der Insel St. Helena schreibt er Folgendes:

“When first discovered, in the year 1501, St. Helena was densely covered with a luxuriant forest vegetation, the trees overhanging the seaward precipices and covering every part of the surface with an evergreen mantle. This indigenous vegetation has been almost wholly destroyed ; and although an immense number of foreign plants have been introduced, and have more or less completely established themselves, yet the general aspect of the island is now so barren and forbidding that some persons find it difficult to believe that it was once all green and fertile. The cause of the change is, however, very easily explained. The rich soil formed by decomposed volcanic rock and vegetable deposits could only be retained on the steep slopes so long as it was protected by the vegetation to which it in great part owed its origin. When this was destroyed, the heavy tropical rains soon washed away the soil, and has left a vast expanse of bare rock or sterile clay. This irreparable destruction was caused in the first place by goats, which were introduced by the Portuguese in 1513, and increased so rapidly that in 1588, they existed in thousands. These animals are the greatest of all foes to trees, because they eat off the young seedlings, and thus prevent the natural restoration of the forest. They were, however, aided by the reckless waste of man. The East India Company took possession of the island in 1651, and about the year 1700 it began to be seen that the forests were fast diminishing, and required some protection. Two of the native trees, redwood and ebony, were good for tanning, and to save trouble the bark was wastefully stripped from the trunks only, the remainder being left to rot ; while in 1709 a large quantity of the rapidly disappearing ebony was used to burn lime for building fortifications!”

„Als St. Helena im Jahr 1501 erstmals entdeckt wurde, war sie dicht mit einer üppigen Waldvegetation bedeckt, wobei die Bäume die seewärtigen Steilhänge überragten und jeden Teil der Oberfläche mit einem immergrünen Mantel bedeckten. Diese einheimische Vegetation wurde fast vollständig zerstört; und obwohl eine Unzahl fremder Pflanzen eingeführt wurde und sich mehr oder weniger vollständig etabliert hat, ist die Insel heute im allgemeinen so unfruchtbar und unzugänglich, dass es manchen Menschen schwer fällt zu glauben, dass sie einst ganz grün und fruchtbar war. Die Ursache des Wandels lässt sich jedoch sehr leicht erklären. Der reichhaltige Boden aus zersetztem Vulkangestein und pflanzlichen Ablagerungen konnte sich an den steilen Hängen nur so lange halten, wie er durch die Vegetation, der er zum großen Teil seinen Ursprung verdankt, geschützt war. Als dieser zerstört wurde, haben die schweren tropischen Regenfälle den Boden bald weggespült und eine riesige Fläche von nacktem Gestein oder sterilem Lehm hinterlassen. Diese irreparable Zerstörung wurde in erster Linie durch Ziegen verursacht, die 1513 von den Portugiesen eingeführt wurden und die so schnell zunahmen, dass sie 1588 zu Tausenden existierten. Diese Tiere sind die größten aller Feinde der Bäume, weil sie die jungen Setzlinge fressen und so die natürliche Wiederherstellung des Waldes verhindern. Sie wurden jedoch durch die rücksichtslose Verschwendung des Menschen begünstigt. Die Ostindische Kompanie nahm 1651 die Insel in Besitz, und um das Jahr 1700 zeichnete sich ab, dass die Wälder schnell abnahmen und etwas Schutz benötigten. Zwei der einheimischen Bäume, Mammut [redwood] und Ebenholz [ebony], eigneten sich gut zum Gerben, und um Ärger zu vermeiden, wurde die Rinde nur verschwenderisch von den Stämmen abgestreift, während der Rest verfaulte. 1709 wurde eine große Menge des schnell verschwindenden Ebenholzes zum Brennen von Kalk für den Bau von Befestigungsanlagen verwendet!“

Wallace’s Kommentare zur Umweltzerstörung wurden später in seiner Karriere schärfer. In The World of Life (1911) schrieb er:

“These considerations should lead us to look upon all the works of nature, animate or inanimate, as invested with a certain sanctity, to be used by us but not abused, and never to be recklessly destroyed or defaced. To pollute a spring or a river, to exterminate a bird or beast, should be treated as moral offences and as social crimes; ... Yet during the past century, which has seen those great advances in the knowledge of Nature of which we are so proud, there has been no corresponding development of a love or reverence for her works; so that never before has there been such widespread ravage of the earth's surface by destruction of native vegetation and with it of much animal life, and such wholesale defacement of the earth by mineral workings and by pouring into our streams and rivers the refuse of manufactories and of cities; and this has been done by all the greatest nations claiming the first place for civilisation and religion!”

„Diese Überlegungen sollten uns dazu veranlassen, alle Werke der Natur, belebt oder unbelebt, als mit einer gewissen Heiligkeit ausgestattet zu betrachten, damit sie von uns benutzt, aber nicht missbraucht und niemals rücksichtslos zerstört oder verunstaltet werden. Eine Quelle oder einen Fluss zu verunreinigen, einen Vogel oder ein Tier zu vernichten, sollte als moralisches Vergehen und als soziales Verbrechen behandelt werden; … Doch während des letzten Jahrhunderts, in dem die großen Fortschritte in der Kenntnis der Natur, auf die wir so stolz sind, zu verzeichnen waren, hat es keine entsprechende Entwicklung einer Liebe oder Ehrfurcht vor ihren Werken gegeben; so dass es noch nie zuvor eine so weitverbreitete Verwüstung der Erdoberfläche durch die Zerstörung der einheimischen Vegetation und damit vieler Tiere und eine so umfassende Verunstaltung der Erde durch Mineralienabbau und dadurch, dass der Abfall von Manufakturen und Städten in unsere Bäche und Flüsse geschüttet wurde, gegeben hat; und dies wurde von all den größten Nationen getan, die für Zivilisation und Religion den ersten Platz beanspruchen!“

## Beteiligung an anderen wissenschaftlichen und öffentlichen Kontroversen

### Flache Erde-Wette
Im Jahr 1870 bot ein Befürworter der flachen Erde namens John Hampden in einer Zeitschriftenanzeige jedem, der eine konvexe Krümmung in einem Gewässer wie einem Fluss, Kanal oder See nachweisen konnte, eine Wette von £ 500 (entspricht etwa £ 49.000 inflationär bereinigt, Stand 2020) an. Wallace, fasziniert von der Herausforderung und damals knapp bei Kasse, entwarf ein Experiment (das „Bedford-Level-Experiment“), bei dem er zwei Objekte entlang einer ca. 10 km langen Kanalstrecke aufbaute. Beide Objekte befanden sich auf gleicher Höhe über dem Wasser, und er montierte auch ein Teleskop auf einer Brücke in gleicher Höhe über dem Wasser. Beim Blick durch das Teleskop erschien ein Objekt höher als das andere und zeigte die Krümmung der Erde.
Der Richter für die Wette, der Herausgeber des Magazins Field, erklärte Wallace zum Sieger, aber Hampden weigerte sich, das Ergebnis zu akzeptieren. Er verklagte Wallace und startete eine mehrere Jahre andauernde Kampagne, in der er Briefe an verschiedene Publikationen und Organisationen, in denen Wallace Mitglied war, schrieb und ihn als Betrüger und Dieb denunzierte. Wallace gewann mehrere Verleumdungsklagen gegen Hampden, aber der daraus resultierende Rechtsstreit kostete Wallace mehr als die Höhe des Wetteinsatzes, und die Kontroverse frustrierte ihn jahrelang.

### Anti-Pockenschutzimpfungs-Kampagnen

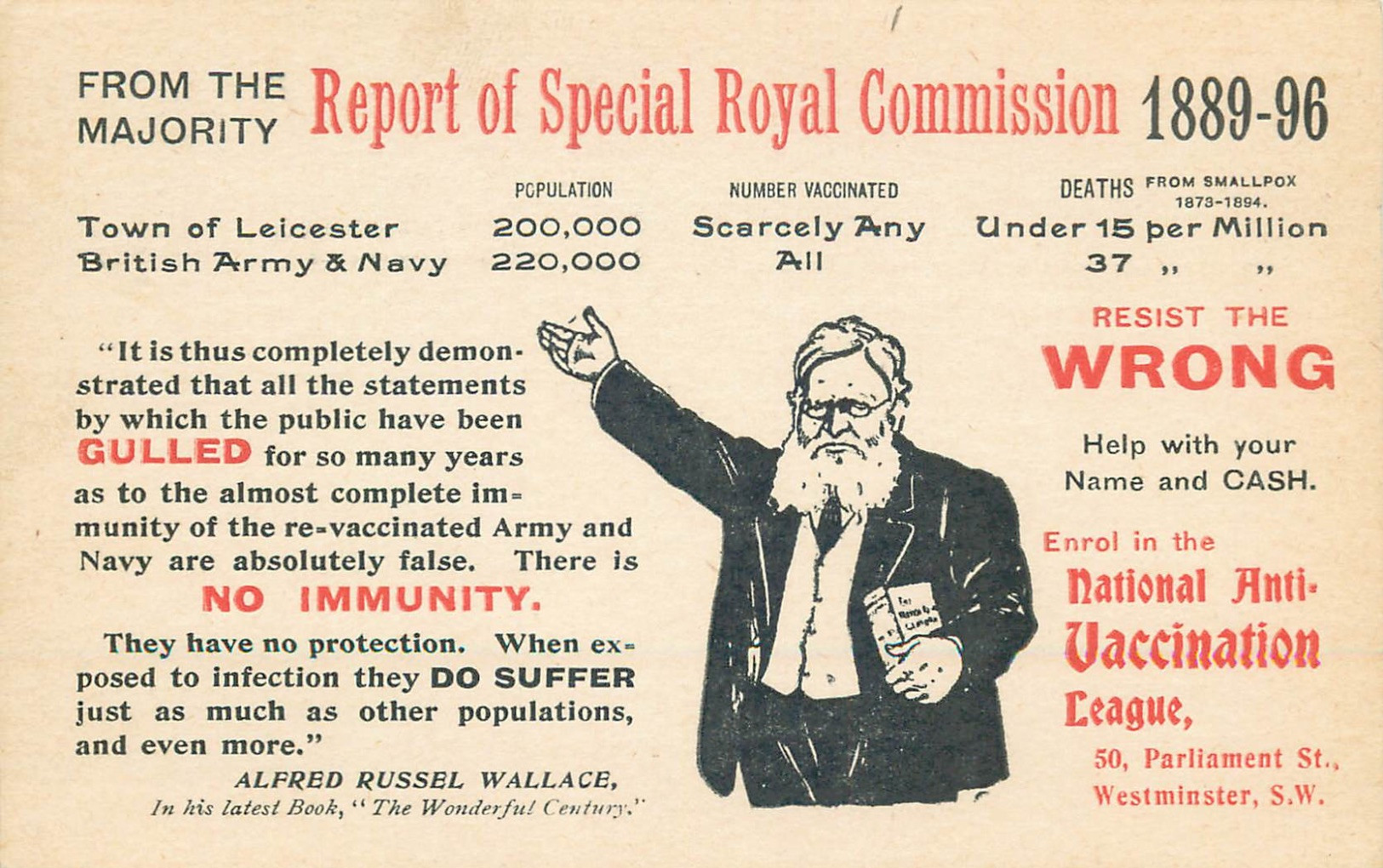
Postkarte der Anti-Impf-Liga mit Bild und Zitat von Wallace

Zu Beginn der 1880er Jahre beteiligte sich Wallace an der politischen Debatte um die Einführung der obligatorischen Pockenschutzimpfung im Vereinigten Königreich. Anfangs betrachtete er die Impfung vor allem als unvereinbar mit den Persönlichkeitsrechten, doch nach dem Studium, der vor allem von Aktivisten der Anti-Pockenschutzimpfungs-Kampagnen verbreiteten Statistiken, zweifelte er an der Wirksamkeit der Impfung überhaupt. In jener Zeit war die Keimtheorie zur Erklärung der Ausbreitung von Krankheiten noch nicht weit verbreitet und kaum anerkannt. Auch war zu wenig über das menschliche Immunsystem bekannt, um die Wirkmechanismen der Impfungen zu verstehen. Während seiner Recherchen stieß Wallace auf einige Fälle, in denen Unterstützer der Impfprogramme fragwürdige Statistiken zur Argumentation verwendet hatten. Wallace, seit jeher misstrauisch gegenüber jedweder Autorität, kam so zur Überzeugung, dass das verminderte Auftreten von Pocken nach Impfungen auf die verbesserten hygienischen Bedingungen zurückzuführen sei. Auch vermutete er, dass die praktizierenden Ärzte ein Interesse an der Einführung der Impfung hätten.
Besonders wiesen Wallace und andere Gegner der Impfpflicht darauf hin, dass die Impfung oft unter unhygienischen Bedingungen durchgeführt wurde, und deshalb potentiell selbst gefährlich sei. 1890 legte Wallace seine Ergebnisse einer Untersuchungskommission (Royal Commission) vor, die sich mit der Kontroverse beschäftigte. Diese bemängelte Fehler, vor allem bezeichnete sie einige der verwendeten Statistiken als fragwürdig. In der medizinischen Zeitschrift The Lancet wurde der Vorwurf erhoben, dass er und andere Aktivisten der Bewegung gegen die Impfpflicht Statistiken selektiv verwendeten, und Daten ignorieren würden, die ihrer Position widersprächen. Die Royal Commission schätzte die Impfung als wirksam ein und empfahl die Beibehaltung der Impfpflicht, doch auch einige Änderungen der Impfmethoden, um die Sicherheit der Prozedur zu erhöhen. Auch empfahl sie, bei verweigernden Patienten weniger harte Strafen anzuwenden. Jahre später, 1898, griff Wallace die Ergebnisse der Kommission erneut in einem Pamphlet an; erneut folgte in The Lancet der Vorwurf, dass seine Argumente dieselben Fehler wie die ursprünglich vorgelegten Statistiken enthielten.

### Astrobiologie
Wallace’s 1904 erschienenes Buch Man’s Place in the Universe (deutsch: Der Platz des Menschen im Universum) war der erste ernsthafte Versuch eines Biologen, die die Wahrscheinlichkeit von Leben auf anderen Planeten zu bewerten. Er kam zu dem Schluss, dass die Erde der einzige Planet im Sonnensystem ist, auf dem Leben möglich ist, vor allem deshalb, weil sie der einzige ist, auf dem Wasser in der flüssigen Phase existieren kann. Umstrittener war seine Behauptung, dass es unwahrscheinlich sei, dass andere Sterne in der Galaxie Planeten mit den erforderlichen Eigenschaften haben könnten (die Existenz anderer Galaxien war zu diesem Zeitpunkt nicht bewiesen).
Seine Behandlung des Mars in diesem Buch war kurz und 1907 veröffentlichte Wallace das 110 Seiten umfassende Buch Is Mars Habitable? (deutsch: Ist der Mars bewohnbar?), eine Kritik der Theorien von Percival Lowell, dass die Marskanäle von intelligenten Wesen geschaffen seien. Nach einigen Monaten der Forschung und Gesprächen mit verschiedenen Fachleuten beendete er seine Analyse des Marsklimas und der atmosphärischen Bedingungen. Neben anderen Argumenten zeigt er auf, dass die spektroskopische Analyse keinerlei Zeichen von Wasserdampf in der Marsatmosphäre nachweisen konnte, dass Lowells Analyse des Marsklimas mit methodischen Fehlern behaftet sei, und die Oberflächentemperatur des Planeten signifikant überschätzte. Außerdem würde der niedrige atmosphärische Druck verhindern, dass Wasser einen flüssigen Aggregatzustand einnehmen würde, so dass ein planetenumspannendes Bewässerungssystem vollkommen unmöglich sei. Wallace war vermutlich wegen seiner anthropozentrischen philosophischen Anschauungen zu diesen Untersuchungen motiviert.

## Ehrungen

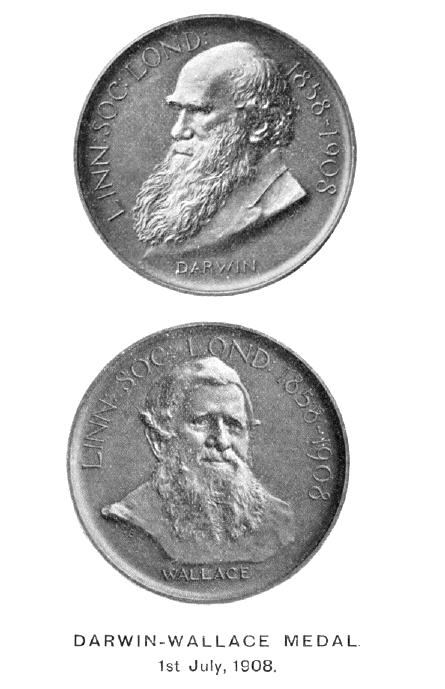
Die Darwin-Wallace-Medaille wurde von der Linnean Society am 50. Jubiläum der Vorlesung von Darwins und Wallace’ Veröffentlichungen zur natürlichen Selektion herausgegeben.

- 1868 die Royal Medal der Royal Society
- 1882 Ehrendoktor der Universität Dublin
- 1889 Ehrendoktor der Universität Oxford
- 1892 die Founder’s Medal der Royal Geographical Society
- 1892 die Linné-Medaille der Linnean Society of London
- 1893 Mitglied der Royal Society
- 1908 Verdienstorden der Krone
- 1908 die Copley-Medaille der Royal Society
- 1908 die Darwin-Wallace-Medaille in Gold der Linnean Society
- 1910 Ehrenmitglied (Honorary Fellow) der Royal Society of Edinburgh.[62]

Der Mondkrater Wallace und der Marskrater Wallace sind nach ihm benannt. Die Trennlinie zwischen den biogeographischen Gebieten Australiens und Südostasiens trägt ihm zu Ehren den Namen Wallace-Linie. Darüber hinaus sind zahlreiche Organismen nach ihm benannt, wie der Wallace-Paradiesvogel (Semioptera wallacii) und die Gattung Wallacea Spruce der Pflanzenfamilie der Ochnaceae, die Gattung Wallaceodendron Koord. aus der Familie der Hülsenfrüchtler (Fabaceae).  oder die Buntbarsch-Art Crenicichla wallacii.

## Schriften (Auswahl)

### Bücher
Englische Erstausgaben

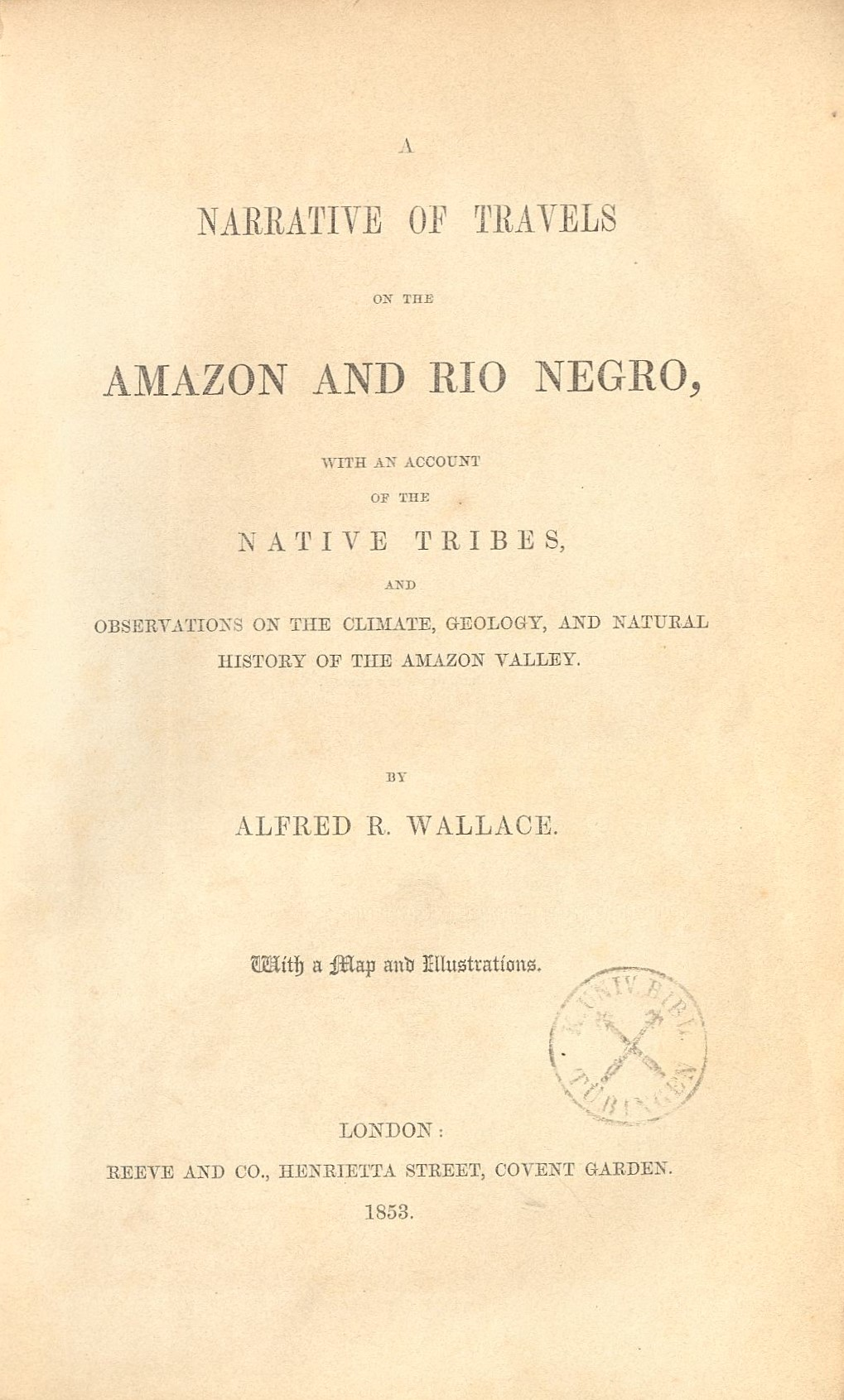
A narrative of travels on the Amazon and Rio Negro (1853)

- Palm Trees of the Amazon and Their Uses. John Van Voorst, London 1853; (digitalisierte Fassung)
- A Narrative of Travels on the Amazon and Rio Negro, With an Account of the Native Tribes, and Observations on the Climate, Geology, and Natural History of the Amazon Valley. Reeve & Co, London 1853.
- The Malay Archipelago; The Land of the Orang-Utan and the Bird of Paradise; A Narrative of Travel With Studies of Man and Nature. Macmillan & Co, London 1869, 2 Bände; digitalisierte Fassung: Band 1, Band 2
- Contributions to the Theory of Natural Selection. A Series of Essays. Macmillan & Co, London/New York 1870. (digitalisierte Fassung)
- On Miracles and Modern Spiritualism. Three Essays. James Burns, London 1875.
- The Geographical Distribution of Animals; With A Study of the Relations of Living and Extinct Faunas as Elucidating the Past Changes of the Earth’s Surface. Macmillan & Co, London 1876 – 2 Bände
- Tropical Nature, and Other Essays. Macmillan & Co, London/New York 1878.
- Island Life: Or, The Phenomena and Causes of Insular Faunas and Floras, Including a Revision and Attempted Solution of the Problem of Geological Climates. Macmillan & Co, London 1880.
- Land Nationalisation; Its Necessity and Its Aims; Being a Comparison of the System of Landlord and Tenant With that of Occupying Ownership in their Influence on the Well-being of the People. Trübner & Co, London 1882.
- Bad Times: An Essay on the Present Depression of Trade, Tracing It to Its Sources in Enormous Foreign Loans, Excessive War Expenditure, the Increase of Speculation and of Millionaires, and the Depopulation of the Rural Districts; With Suggested Remedies. Macmillan & Co, London/New York 1885.
- Darwinism; An Exposition of the Theory of Natural Selection, With Some of Its Applications. Macmillan & Co, London & New York 1889; (digitalisierte Fassung)
- Natural Selection and Tropical Nature; Essays on Descriptive and Theoretical Biology. Macmillan & Co, London/New York 1891.
- The Wonderful Century; Its Successes and Its Failures. Swan Sonnenschein & Co, London 1898.
- Studies Scientific and Social. Macmillan & Co, London 1900 – 2 Bände
- Man’s Place in the Universe; A Study of the Results of Scientific Research in Relation to the Unity or Plurality of Worlds. Chapman & Hall, London 1903.
- My Life; A Record of Events and Opinions. Chapman & Hall, London 1905 – 2 Bände
- Is Mars Habitable? A Critical Examination of Professor Percival Lowell’s Book „Mars and Its Canals“, With an Alternative Explanation. Macmillan & Co, London 1907. (digitalisierte Fassung)
- The World of Life; A Manifestation of Creative Power, Directive Mind and Ultimate Purpose. Chapman & Hall, London 1910.
- Social Environment and Moral Progress. Cassell & Co, London/New York/Toronto/Melbourne 1913.
- The Revolt of Democracy. Cassell & Co, London/New York/Toronto/Melbourne 1913.

Faksimile Ausgabe:
- On the Organic Law of Change. A Facsimile Edition and Annotated Transcription of Alfred Russel Wallace’s Species Notebook of 1855 to 1859. Harvard University Press, Cambridge, Massachusetts, USA 2013.

Deutsche Ausgaben
- Der Malayische Archipel. Die Heimath des Orang-Utan und des Paradiesvogels. Reiseerlebnisse und Studien über Land und Leute. Autorisierte deutsche Ausgabe von Adolf Bernhard Meyer, Westermann, Braunschweig 1869 (Band 1, Band 2).
- Der Darwinismus. Eine Darlegung der Lehre von der natürlichen Zuchtwahl und einiger ihrer Anwendungen. Friedrich Vieweg und Sohn, Braunschweig 1891 (online).
- Reisen am Amazonenstrom und Rio Negro. Naturwissenschaftliche Berichte. 2 Bände, Ernst Balde, Kassel 1855 (Band 1).
- Reisen am Amazonenstrom und Rio Negro. Naturwissenschaftliche Berichte. 2 Bände, G. Reuse, Sondershausen 1856.
- Abenteuer am Amazonas und am Rio Negro. Herausgegeben von Matthias Glaubrecht. Galiani, Berlin 2014. ISBN 978-3-86971-085-3.

### Zeitschriftenbeiträge
- On the Umbrella Bird (Cephalopterus ornatus), “Ueramimbé,” L.G. In: Proceedings of the Zoological Society of London. Band 18, London 1850, S. 206–207 (online).
- On the Monkeys of the Amazon. In: Proceedings of the Zoological Society of London. Band 20, London 1852, S. 107–110. (online)
- On the Law Which Has Regulated the Introduction of New Species. In: Annals and Magazine of Natural History. 2. Serie, Band 16, London 1855, S. 184–196. (online)
- On the Natural History of the Aru Islands. In: The Annals and Magazine of Natural History. 2. Serie, Supplement zu Band 20, London 1857, S. 473–485. (online) – ein Schlüsselwerk der Inselbiogeographie
- On the Tendency of Varieties to Depart Indefinitely from the Original Type. In: Journal of the Proceedings of the Linnean Society: Zoology. Band 3, Nr. 9, London 1858, S. 53–62 (online, BHL)
- On the Zoological Geography of the Malay Archipelago In: Journal of the Proceedings of the Linnean Society: Zoology. Band 4, London 1860, S. 172–184. (online) – erste Beschreibung der Wallace-Linie
- On the Physical Geography of the Malay Archipelago In: Journal of the Royal Geographical Society. Band 33, London 1863, S. 217–234. (online)
- Remarks on the Rev. S. Haughton’s Paper on the Bee’s Cell, And on the Origin of Species. In: Annals and Magazine of Natural History. 3. Serie, Band 12, London 1863, S. 303–309. (online)
- The Origin of Human Races and the Antiquity of Man Deduced from the Theory of “Natural Selection”. In: Journal of the Anthropological Society of London. Band 2, 1864, S. CLVIII-CLXXXVII (doi:10.2307/3025211).
- The Scientific Aspect of the Supernatural. In: The English Leader. Band 2, 1866.
- English and American Flowers. In: Fortnightly Review. Band 50, London 1891, S. 525–534 und S. 796–810. (online)
- Paper Money as a Standard of Value. In: Academy. Band 55, 1898, S. 549–550. (online)

Eine Liste aller veröffentlichten Artikel und Aufsätze findet sich bei James Marchant: Alfred Russel Wallace. Letters and Reminiscences. Band II, ab S. 258. (online)

## Nachweise

## Weiterführende Literatur
- Barbara G. Beddall: Wallace, Darwin and the Theory of Natural Selection. A Study in the Development of Ideas and Attitudes. In: Journal of the History of Biology. Band 1, 1968, S. 261–323.
- Andrew Berry: Infinite Tropics. An Alfred Russel Wallace Anthology. Verso, London/New York 2002, ISBN 1-85984-652-1.
- Peter J. Bowler: Alfred Russel Wallace’s Concepts of Variation. In: Journal of the History of Medicine and Allied Sciences. Band 31, 1976, S. 17–29.
- Arnold C. Brackman: A delicate Arrangement. The strange Case of Charles Darwin and Alfred Russel Wallace. Times Books, New York 1980, ISBN 0-8129-0883-X.
- John Langdon Brooks: Just Before the Origin: Alfred Russel Wallace’s Theory of Evolution. iUniverse, 1999, ISBN 1-58348-111-7.
- James T. Costa: Wallace, Darwin, and the Origin of Species. Harvard University Press, 2014. ISBN 978-0-674-72969-8.
- Martin Fichman: An Elusive Victorian. The Evolution of Alfred Russel Wallace. University of Chicago Press, Chicago/London 2004, ISBN 0-226-24613-2.
- Ulrich Kutschera: Design-Fehler in der Natur: Alfred Russel Wallace und die Gott-lose Evolution. Lit-Verlag, Berlin 2013, ISBN 978-3-643-12133-2.
- H. Lewis McKinney: Wallace and Natural Selection. Yale University Press, New Haven/London 1972, ISBN 0-300-01556-9.
- Efram Sera-Shriar: Credible Witnessing: A. R. Wallace, spiritualism and a "new branch of anthropology". In: Modern Intellectual History, Band 17, Nummer 2, 2020, S. 357–384 (doi:10.1017/S1479244318000331).
- Tim Severin: The Spice Islands Voyage: The Quest for Alfred Wallace, the Man Who Shared Darwin’s Discovery of Evolution. Ulverscroft Large Print, 1998, ISBN 0-7867-0721-6.
- Amabel Williams-Ellis: Darwin’s moon. A Biography of Alfred Russel Wallace. Blackie, London/Glasgow 1966, ISBN 0-216-88398-9.